# Certosa di Firenze
La certosa di Firenze è un monastero già dell'Ordine certosino, che si erge sul Monte Acuto, alla confluenza dell'Ema con la Greve in zona Galluzzo, circondato da mura.

## Storia

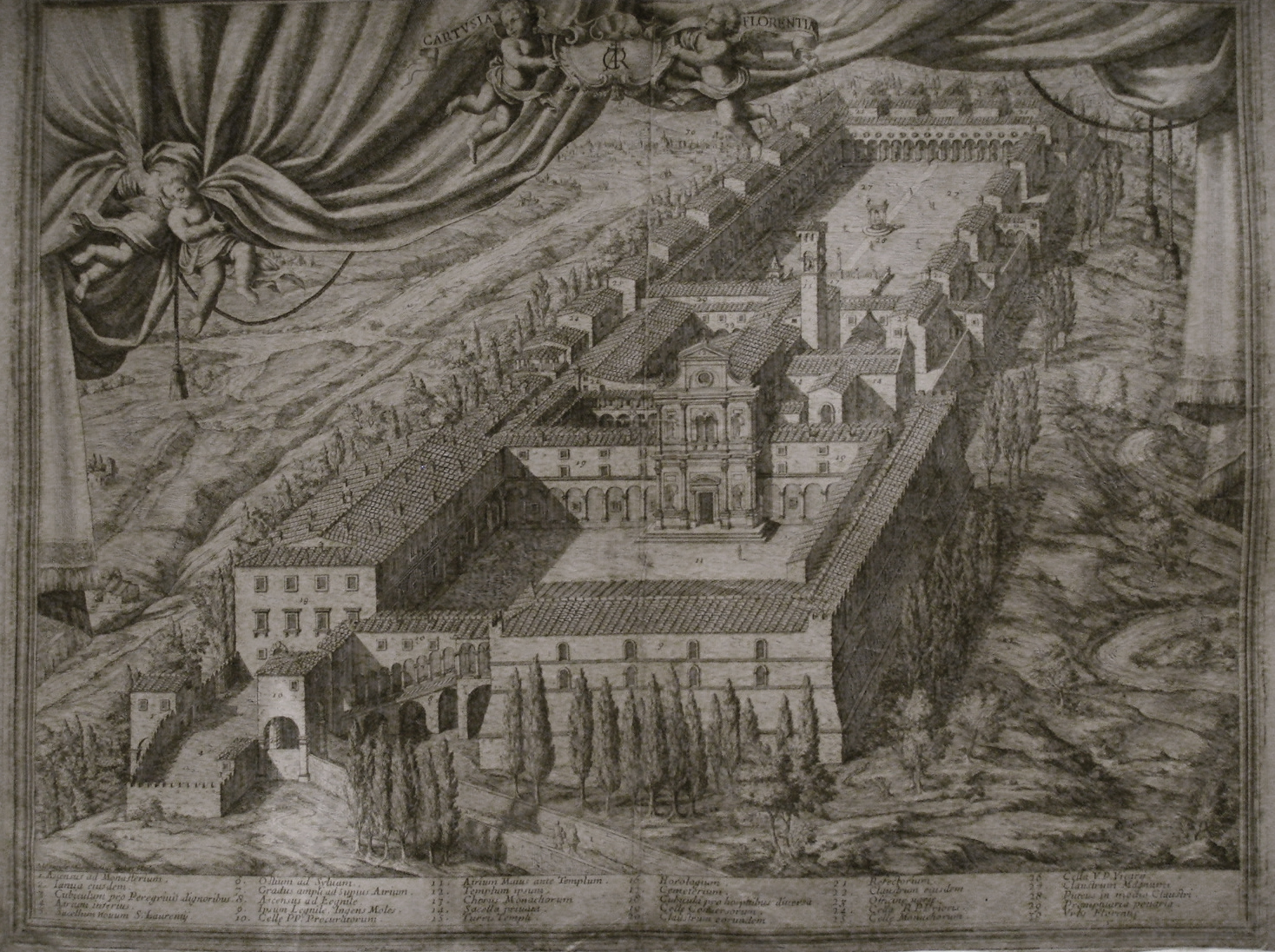
Veduta settecentesca della Certosa

Fu edificata a partire dal 1341 su incarico di Niccolò Acciaiuoli, gran siniscalco del Regno di Napoli e membro di una delle più illustri casate fiorentine, alla cui morte (1365), l'edificio era quasi completato. La certosa venne poi ampliata e arricchita, grazie anche a numerose donazioni nel corso dei secoli.
Il nome e la tipologia edilizia derivano dalla Grande Chartreuse, la prima casa dell'ordine dei certosini costruita nel 1084 da San Bruno sul massiccio della Chartreuse, vicino a Grenoble, e come tutte le certose anche questa è ubicata distante dalla città, in un luogo in origine solitario e silenzioso.
Dopo le soppressioni degli ordini religiosi nel 1810 la Certosa venne spogliata di circa 500 opere d'arte, solo in parte riconsegnate dopo la restituzione ai Certosini e il ritorno dei Lorena (1818). Ad esempio molti degli arredi vennero irrimediabilmente dispersi, così come molti dipinti e sculture. La tavola dell'altare maggiore della chiesa, commissionata dallo stesso Niccolò Acciaiuoli a Gherardo Starnina (Madonna e santi), è ora divisa fra musei stranieri e collezioni.
Di nuovo venne soppresso nel 1866 su decreto del Regno d'Italia e di nuovo, nel 1872, i Certosini poterono tornarvi, anche se solo in uso, restando la proprietà allo Stato italiano, tramite il FEC. Il terremoto del 1895 richiese interventi di ripristino e un nuovo consistente restauro venne concluso solo alla fine degli anni 1950. I Certosini, monaci di rigida clausura, vennero sostituiti nel 1958 dai benedettini cistercensi, che hanno reso accessibile il vasto complesso anche al pubblico. Dal 2017 i cistercensi sono stati sostituiti dalla Comunità di San Leolino.
Il complesso fu attentamente studiato e divenne un fondamentale stimolo creativo per il celebre architetto franco-svizzero Le Corbusier, che lo visitò in gioventù.

## Organizzazione monastica

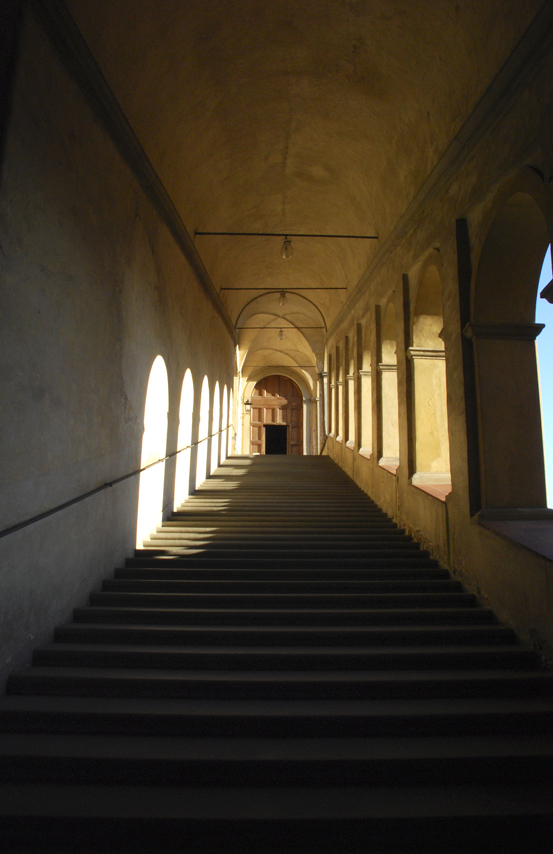
Principale scalinata d'accesso

La Certosa è composta da un nucleo principale in cui si svolgeva l'appartata vita monastica dei certosini, e da altre strutture satellite, frequentate dai loro assistenti (i "conversi"), dai loro ospiti esterni e dai lavoratori dei campi e delle altre attività afferenti all'insediamnento (produzione vinicola, dell'olio, di distillati, fornace per la ceramica, ecc.), che ne facevano un complesso pressoché autosufficiente. Affinché queste due comunità (religiosa e non religiosa) potessero convivere funzionalmente senza incontrarsi, secondo le stretta regola certosima che imponeva il totale isolamento dei religiosi, la certosa era organizzata in maniera molto razionale, con percorsi progettati vicini ma separati, senza sovrapposizioni né incroci.
La vita dei monaci, nel numero massimo di diciotto, si svolgeva essenzialmente nelle celle individuali, in cui trascorrevano la maggior parte del loro tempo. Le celle erano organizzate attorno al chiostro grande, divise per gradi tra novizi, monaci e priore, e sono piuttosto grandi, poiché i monaci vi dovevano trascorrere la quasi totalità della loro esistenza, in meditazione. La domenica e i giorni festivi avevano luogo alcune attività comuni, quali la preghiera comunitaria e la celebrazione della messa in chiesa, il pranzo festivo nel refettorio (in silenzio, ascoltando la lettura dei Vangeli, di altri testi sacri e della Regola, letti da uno di essi da un pulpito), il capitolo e l'unica ora di colloquio settimanale nel parlatoio. Queste attività si svolgevano in ambienti accessibili dal chiostro dei monaci, in comunicazione diretta col chiostro grande. La vita del monaco si concludeva pure nel chiostro grande, dove esisteva il cimitero in cui venivano inumate, con la massima semplicità e in anonimato, le salme.
I cinque conversi, che preparavano i pasti e curavano tutte le necessità dei monaci, abitavano in celle attorno al chiostro detto appunto dei conversi, che era connesso coi sotterranei, dove si trovavano le dispense e le cucine, e con la zona della chiesa ad essi riservata; dal loro chiostro potevano inoltre accedere direttamente al refettorio, per i pasti festivi, e, tramite un corridoio, al chiostro grande per somministrare il vitto nelle celle i giorni restanti. Le celle dei fratelli conversi erano molto piccole e comprendevano solo una camera e il servizio: la vita del fratello converso, al servizio del monastero e dei Padri eremiti, si svolgeva sempre fuori dalla cella, esclusi i momenti di riposo: curavano l'orto e i giardini comuni, la pulizia dei luoghi, il cibo, le provviste ecc., per questo erano sempre in movimento. Unico luogo di commistione tra il mondo dei monaci e l'esterno, era l'infermeria: collocata tra il parlatoio e il chiostro dei conversi, un monaco malato vi poteva ricevere le cure all'occorrenza.
Un altro percorso era invece riservato agli ospiti, essenzialmente organizzato attorno al cortile della chiesa, detto appunto piazzale della Foresteria: qui afferiscono il palazzo della famiglia Acciaiuoli, benefattori della certosa e suoi ospiti naturali, l'appartamento papale (per le occasionali visite dei pontefici), e la foresteria vera e propria (tra il cortile e la scalinata esterna). Si accede inoltre, attraverso la chiesa dei conversi, a una serie di cappelle a lato della chiesa, patronate da varie famiglie e in comunicazione con la cripta, dove sono sepolti alcuni membri delle famiglie Acciaiuoli, Ricasoli, e altri benefattori del complesso. Alcuni ospiti esterni potevano inoltre essere ammessi alla messa a fianco dei monaci, per questo la chiesa principale dà su questo cortile.
Un ultimo percorso era legato ai lavoratori agricoli e agli artigiani al servizio dei certosini: essi avevano una cappella esterna che oggi si trova vicino all'ingresso, nei pressi delle cantine e degli opifici (tuttora funzionanti, spesso con strumenti che risalgono al XVIII secolo), che è detta anche "cappella delle donne" perché è l'unico ambiente dove esse potessero accedere.

## Descrizione
La certosa del Galluzzo copre una superficie di 16.000 m². Il percorso di visita solitamente effettuato inizia dall'ingresso dove si trova il negozio/biglietteria e la cappella "delle donne", per entrane nel complesso vero e proprio tramite la scalinata che porta a palazzo Acciaiuoli e al cortile. Da qui si entra nella chiesa, a cui segue il chiostro dei monaci, con gli ambienti afferenti, e continua nel chiostro grande con al visita di una cella. Infine termina nell'area dei conversi da cui si ritorna nel cortile e quindi all'uscita.
Il monastero fu completato entro il 1395, anno della consacrazione, e subito dopo il palazzo Acciaiuoli. I rifacimenti e abbellimenti vari che furono aggiunti nel corso degli anni, fino al XVII secolo, lo caratterizzano comunque con un aspetto composito, con un predominare dello stile tardo-rinascimentale, caratterizzato da un misurato classicismo.

### Palazzo Acciaiuoli e Pinacoteca

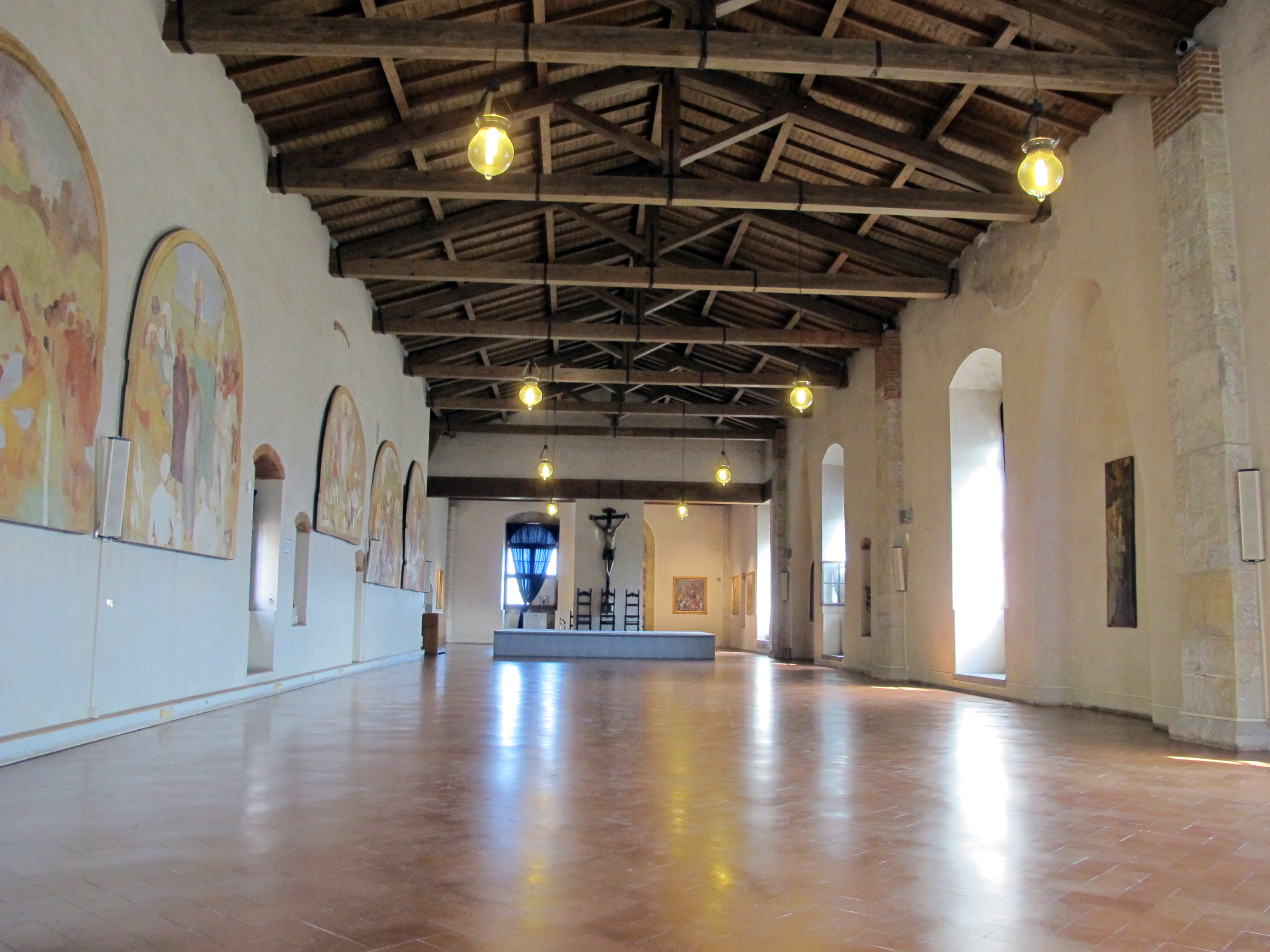
Interno di Palazzo Acciauoli

La prima struttura che si incontra arrivando al complesso dalla strada è il blocco merlato di palazzo Acciaiuoli, o palazzo degli Studi, che venne eretto da Jacopo Passavanti e Jacopo Talenti per i soggiorni privati di Niccolò Acciaiuoli. Qui egli avrebbe potuto ritirarsi nella tranquillità del monastero ed accogliere fino a cinquanta giovani da avviare allo studio delle arti liberali però alla sua morte il palazzo era completato solo fino al primo piano e solo alla metà del Cinquecento venne terminato.
L'edificio è articolato al pian terreno in quattro sale, oggi aperte occasionalmente come sede espositiva (vi sono stati a lungo i laboratori di restauro dei libri del Gabinetto Vieusseux danneggiati dall'alluvione di Firenze). Al primo piano, accessibile da un ampio scalone che parte dal piccolo piazzale vicino all'ingresso principale della Certosa, si trovano invece due saloni, dove è collocata la Pinacoteca.

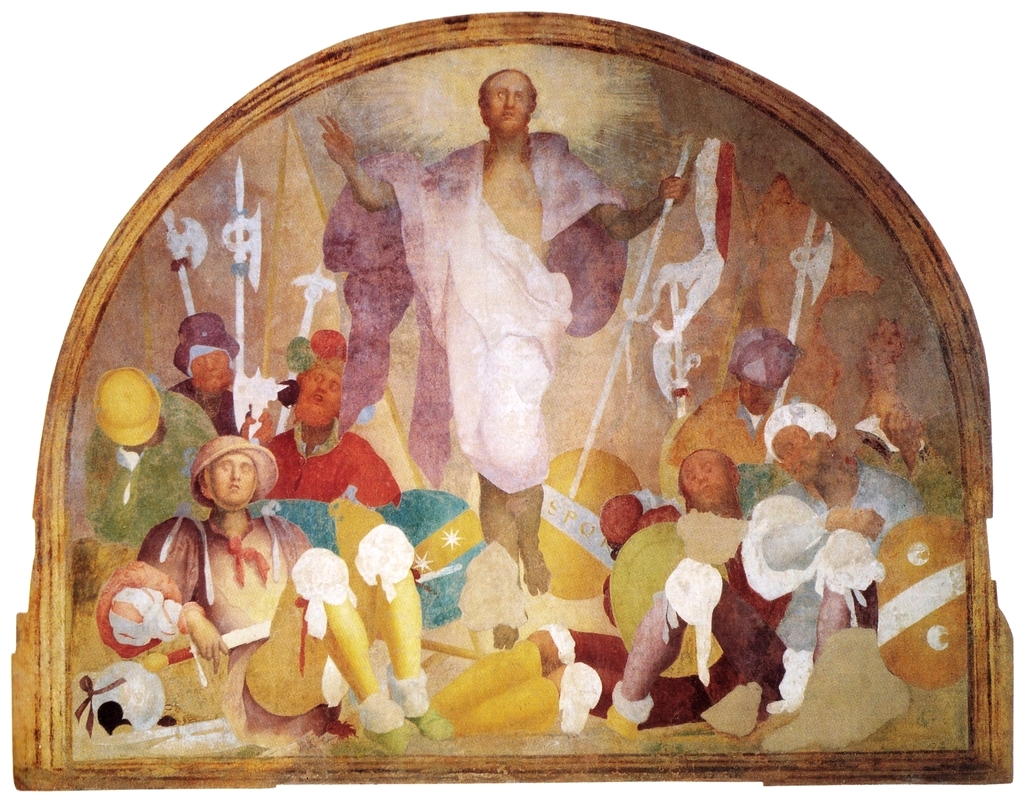
Pontormo, Resurrezione

La prima sala della pinacoteca è un vasto salone coperto a capriate, che sulla parete sinistra accoglie i cinque affreschi con Scene della Passione staccati dalle lunette del chiostro grande, che furono realizzati dal Pontormo (1523-1525) durante il suo soggiorno alla certosa per sfuggire all'epidemia di peste che imperversava a Firenze.
Gli episodi dipinti, derivati da xilografie di analogo soggetto di Albrecht Dürer, sono:
1. Orazione nell'orto
2. Gesù davanti a Pilato
3. Salita al Calvario
4. Deposizione dalla croce
5. Resurrezione

I lunettoni vennero staccati solo nel 1952 ed oggi sono molto sciupati, sia per l'azione degli agenti atmosferici che per alcuni sfortunati interventi di restauro; nella stessa sala sono anche esposte copie eseguite nel tardo Cinquecento da vari artisti: Ludovico Cardi detto il Cigoli (Orazione nell'orto), Jacopo Ligozzi (Cristo davanti a Pilato), Giovan Battista Naldini (Salita al Calvario), un anonimo pittore nordico (Deposizione) e l'Empoli (Resurrezione).
Altre opere sono il Ritratto di Niccolò Acciauoli, di scuola fiorentina della seconda metà del XVI secolo, la tavola della Madonna col Bambino e santi di Perugino, l'Incoronazione della Vergine, attribuita a Mariotto di Nardo, una Santissima Trinità, attribuita a Paolo Schiavo, le tavole con San Pietro da Verona e San Giorgio Martire di Ridolfo del Ghirlandaio e, al centro della parete di fondo, l'affresco staccato di Gesù che predica agli apostoli dell'Empoli. Spicca al centro della sala un grande crocifisso ligneo di scuola toscana della seconda metà del Trecento.
La sala adiacente ospita dipinti del XVII secolo: Martirio di sant'Andrea di Cosimo Gamberucci, Beato Rasore Cesorio che fugge il demonio di scuola toscana della prima metà del XVII secolo, Santa Caterina da Siena di Bernardino Mei e otto grandi dipinti di Orazio Fidani, tra le quali spicca la Glorificazione di san Bruno, fondatore dell'ordine certosino. Qui si trovava anche la tela dell'Angelo custode, di Giovanni Bilivert, oggi nell'Oratorio dei Bini in via Romana.

### Foresteria
Il piazzale fa da raccordo tra il palazzo Accaiuoli, la chiesa di San Lorenzo, che vi si affaccia e gli appartamenti della Foresteria. Fu costruito tra il 1545 e il 1550.
Sul piazzale si affaccia la Foresteria, destinata ad accogliere gli ospiti del monastero. Venne completata tra il 1575 e il 1580, ma l'aspetto definitivo venne assunto solo alla fine del Settecento. Sul lato ovest si trovano tre grandi ambienti, detti anche Appartamento del Papa in ricordo del soggiorno di Pio VI, qui tenuto prigioniero tra il 1798 e il 1799, e Pio VII nel 1809 (come ricordano anche un busto e una lapide all'esterno): una grande sala, uno studio e una camera da letto, con numerose opere d'arte e oggetti che ricordano gli illustri ospiti. In una cella sul lato sud sono stati ricomposti gli affreschi superstiti di Bernardino Poccetti che decoravano il salone del palazzo Acciaiuoli sull'omonimo lungarno, distrutto nel 1944.

### Chiesa di San Lorenzo

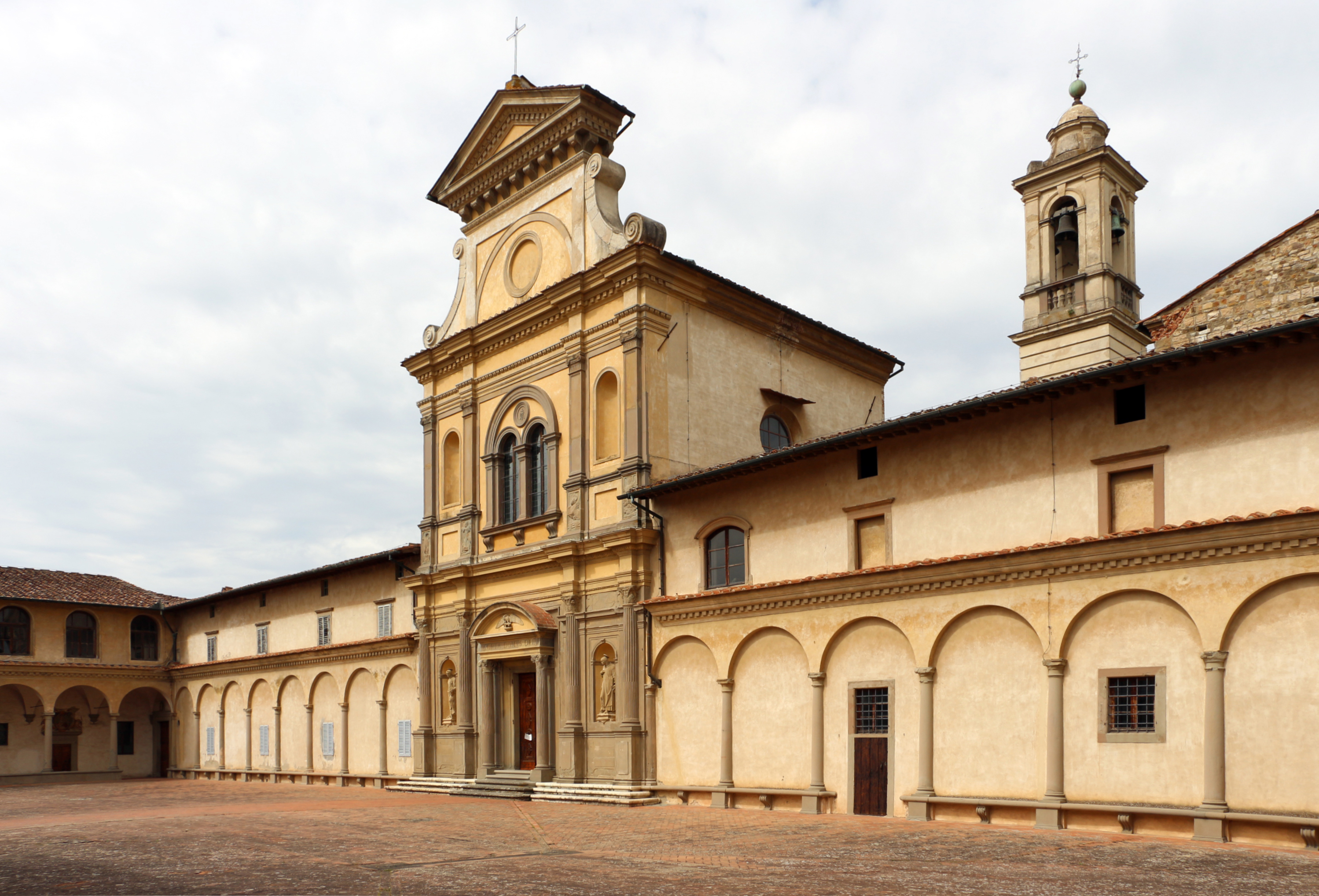
Chiesa di San Lorenzo

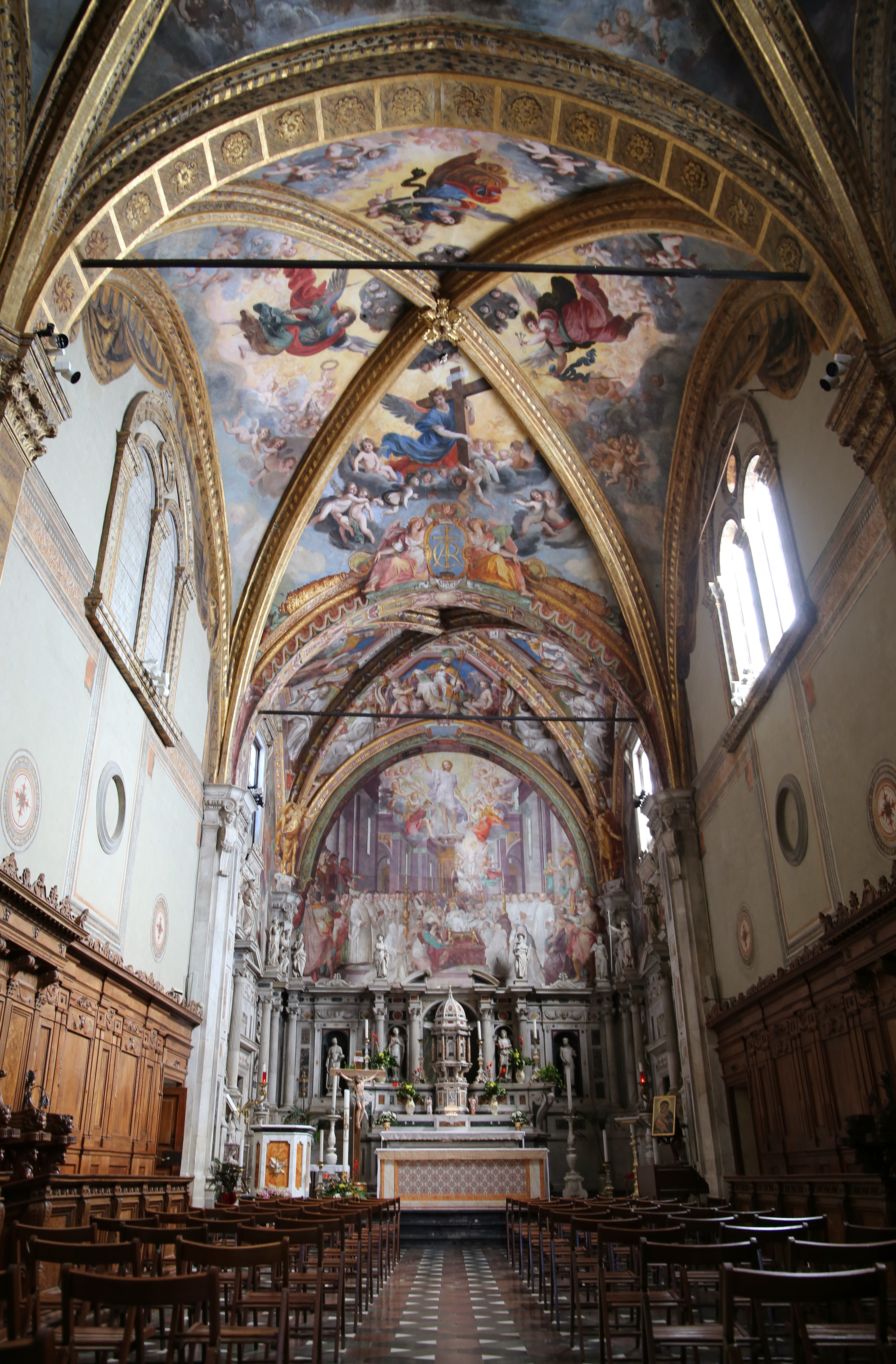
Chiesa di San Lorenzo verso l'altare

La fondazione della chiesa di San Lorenzo, a navata unica, risale alTrecento: fu iniziata nel 1341 e consacrata nel 1394. Fu trasformata nel XVI secolo, epoca in cui fu costruita la facciata in pietra serena da Giovanni Fancelli (1556), ornata dalle statue di San Lorenzo, patrono della chiesa, e San Bruno, patrono dell'ordine, entro due nicchie.
La chiesa è divisa in due parti distinte, una destinata ai monaci di clausura e una destinata ai fratelli conversi che li assistevano. In origine la chiesa era più piccola, visto anche il numero di persone che doveva accogliere; in seguito fu ampliata, cosicché il coro, costituito da diciotto sedili intagliati con visi d'angelo, fu spostato indietro rispetto alla posizione originaria e ingrandito per poter accogliere anche numerosi ospiti.
Nel 1556-1558 venne così elevata la parte anteriore, dove oggi si trovano i dipinti di Felice Ficherelli (Vergine che appare a san Filippo Neri, 1657-1659), Tommaso Garelli (San Benedetto tra le spine, 1601), Rutilio Manetti e aiuti (Santi e beati certosini).
La parte più antica è invece quella del presbiterio e del coro dei monaci, alla quale si accede tramite un portale in pietra serena cinquecentesco, scolpito da Simone Bassi. Questa parte è divisa in tre campate di volte a crociera su pilastri gotici. Lo straordinario altare marmoreo intarsiato risale al 1595 e nelle nicchie ospita delle statuette, che sostituiscono quelle originali di Giambologna, trafugate all'epoca dell'occupazione napoleonica e mai più ritrovate. Gli affreschi sono di Bernardino Poccetti (1592), con le Esequie e ascensione al cielo di San Bruno sulla parete di fondo e Santi e membri illustri dell'ordine certosino, sulla volta del presbiterio. Le volte delle prime due campate sono invece decorate da affreschi di Orazio Fidani (1653-1655). Sotto gli affreschi, una intelaiatura marmorea, risalente anch'essa al 1591-94 circa, contiene delle nicchie entro le quali sono statue raffiguranti Santi, opera del 1548 di Alessandro Fancelli detto lo Scherano, e di Giovanni dl Paolo Fancelli, in origine parte dell'altare maggiore coevo, non più esistente come le predelle che dovevano sottostare alle statue.
Straordinari sono gli stalli in noce intagliati, opera del 1570-1590 di Angelo Feltrini, con l'aiuto dei figli di Giuliano di Baccio d'Agnolo e Domenico Atticciati. Si distinguono per la ricchezza della decorazione e la fantasia delle figure intagliate, sia sui braccioli (grifi, sfingi, putti), che sotto i sedili (dette "misericordie", che sono mascheroni mostruosi con un ricco repertorio di espressioni fantasiose). Il coro trecentesco invece si trova nell'altra chiesa della Certosa, Santa Maria Nuova.
Di legno intagliato sono anche le statue dei santi poste in cima all'abside dell'altare: ad un primo sguardo, esse inganneranno l'osservatore, poiché furono dipinte di bianco, a simulazione del marmo, per evitarne il saccheggio durante le campagne napoleoniche.
Importante è anche il pavimento a marmi policromi, costruito nel coro nel 1573 e nel presbiterio tra il 1591 e il 1594, ispirato ad altre opere fiorentine che a loro volta si rifanno alla tradizione della decorazione dei più sontuosi edifici antichi di Roma.

#### Sagrestie
A lato dell'altare maggiore si parono due cappelle: a destra quella delle Reliquie, voluta da Niccolò Acciaiuoli, con un soffitto decorato dal Poccetti e con alle pareti affreschi di Lucio Massari. A sinistra la sagrestia vera e propria, con armadi e affreschi settecenteschi. In un ambiente sotterraneo soi trovano anche gli affreschi più antichi di tutto il complesso: un Cristo benedicente, due santi con cartiglio, un angelo con la spada e un'Annunciazione su due pannelli, del 1400-10 circa.

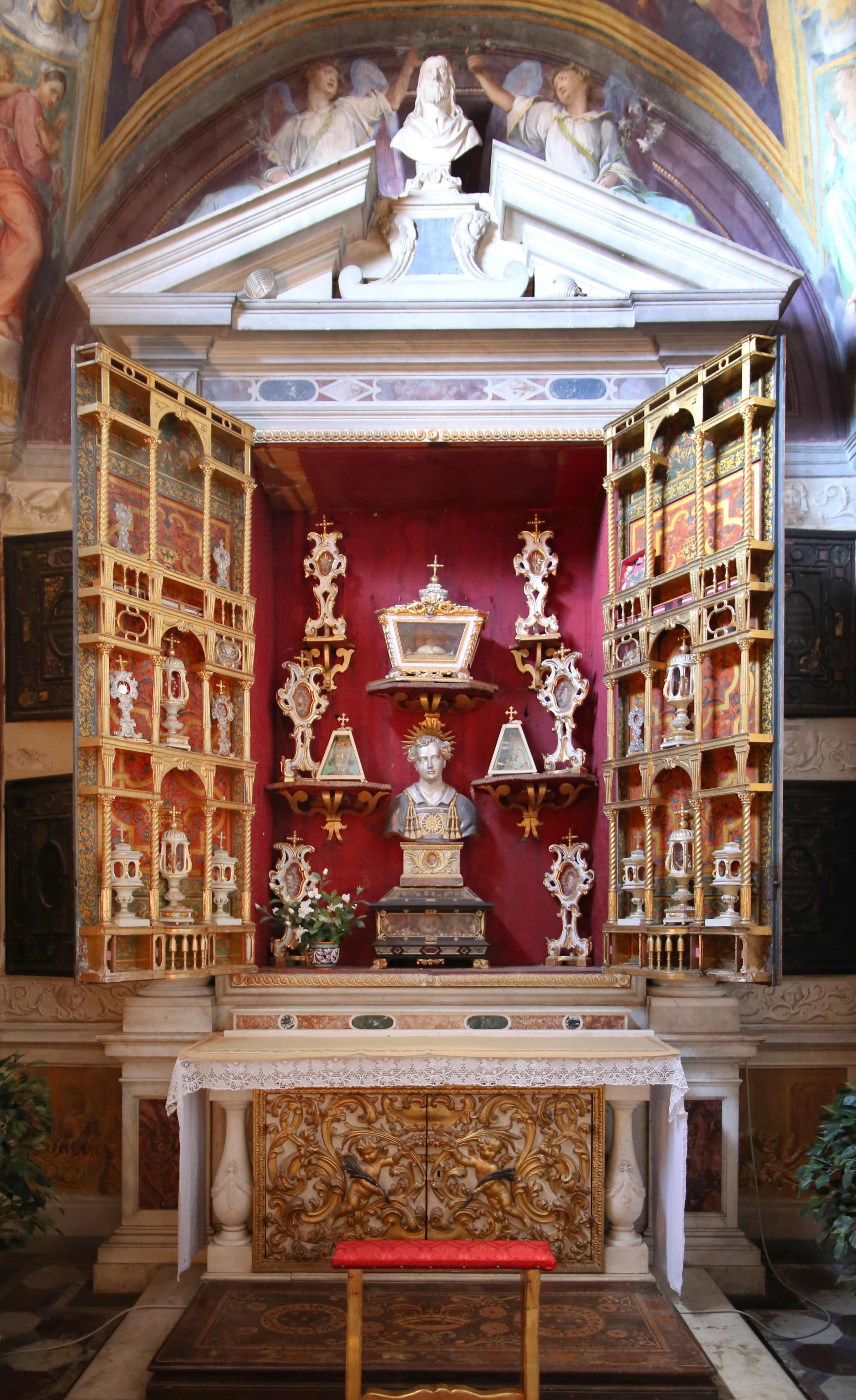
La cappella delle Reliquie
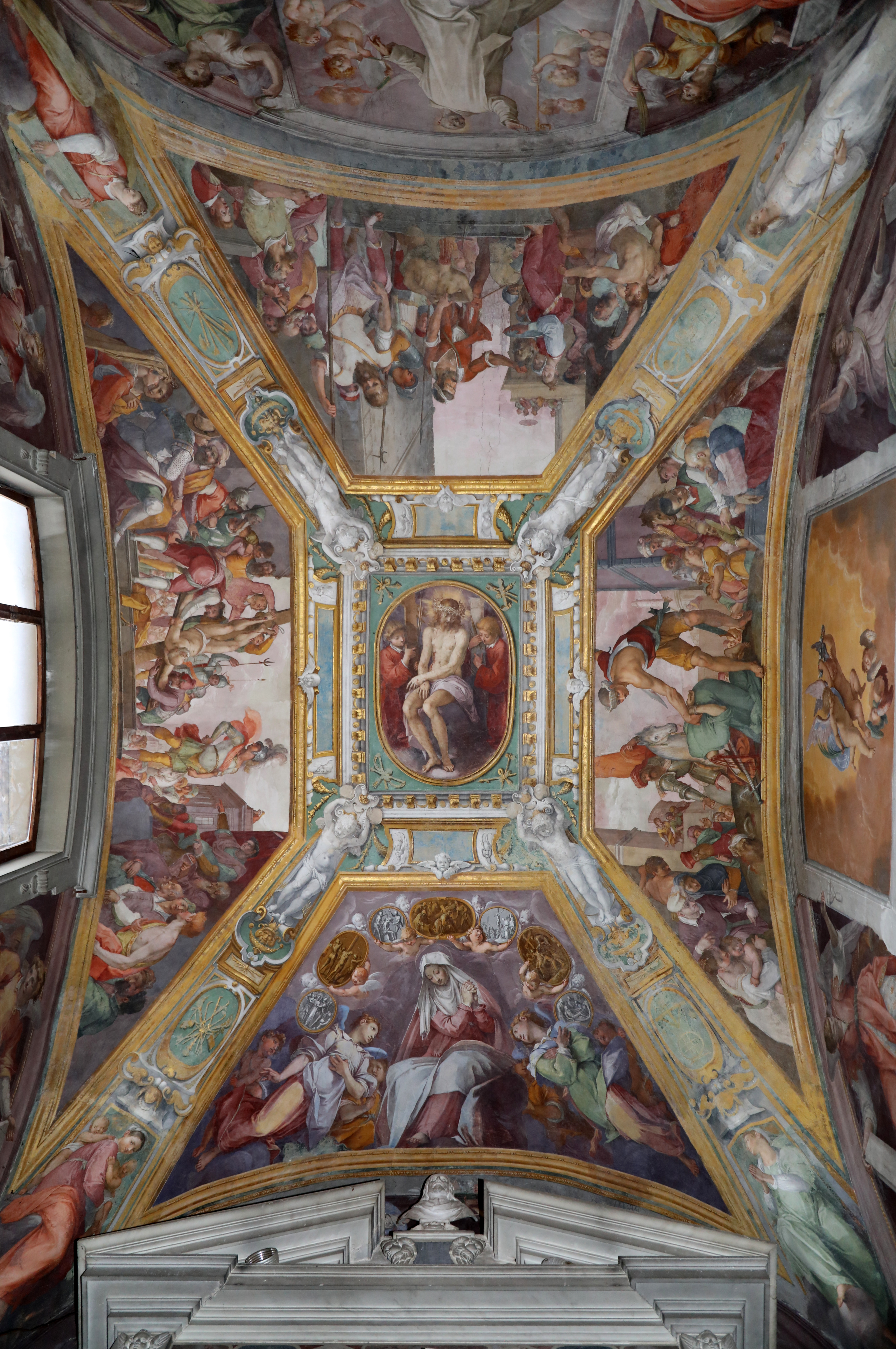
Volta affrescata dal Poccetti
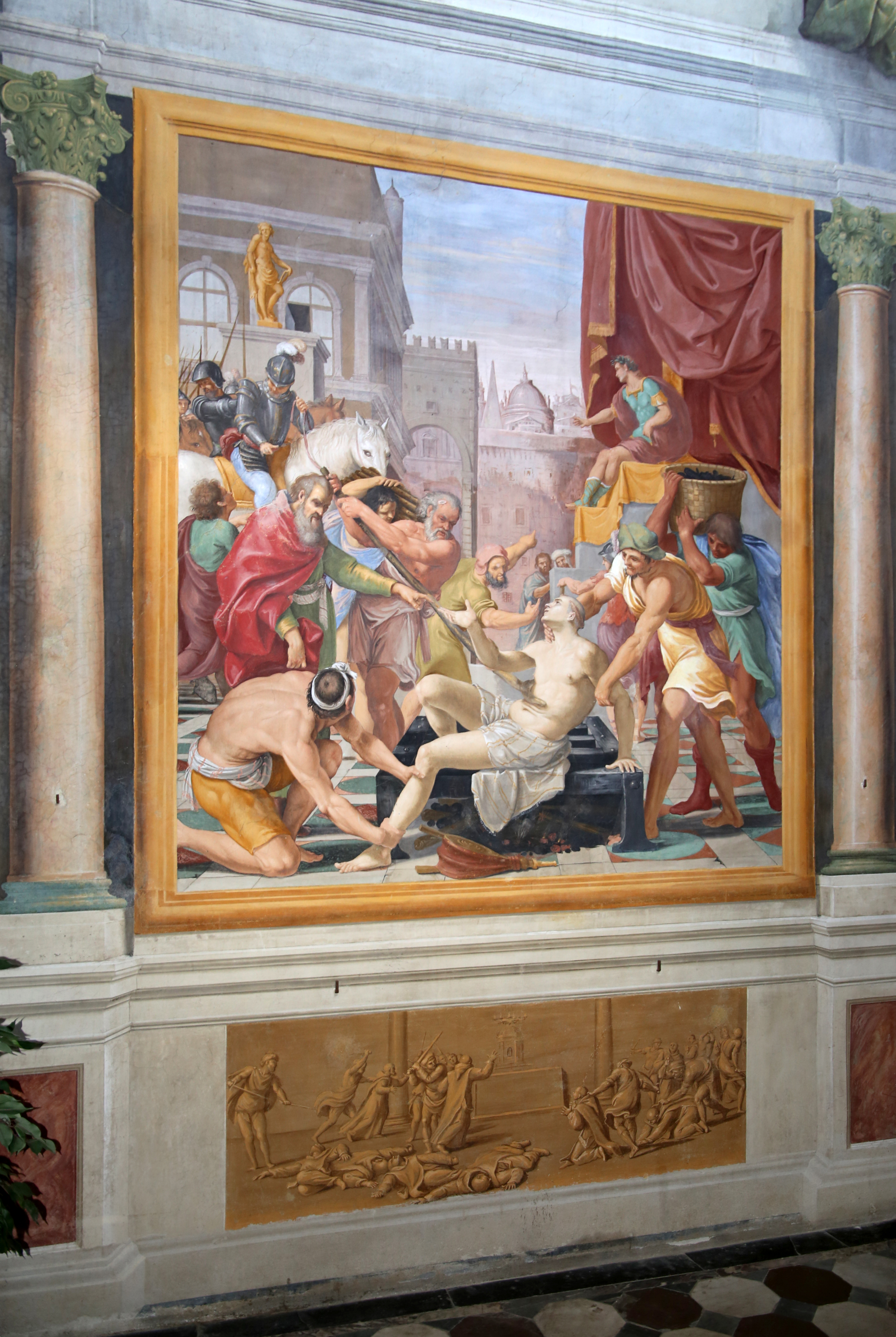
Lapidazione di san Lorenzo di Lucio Massari
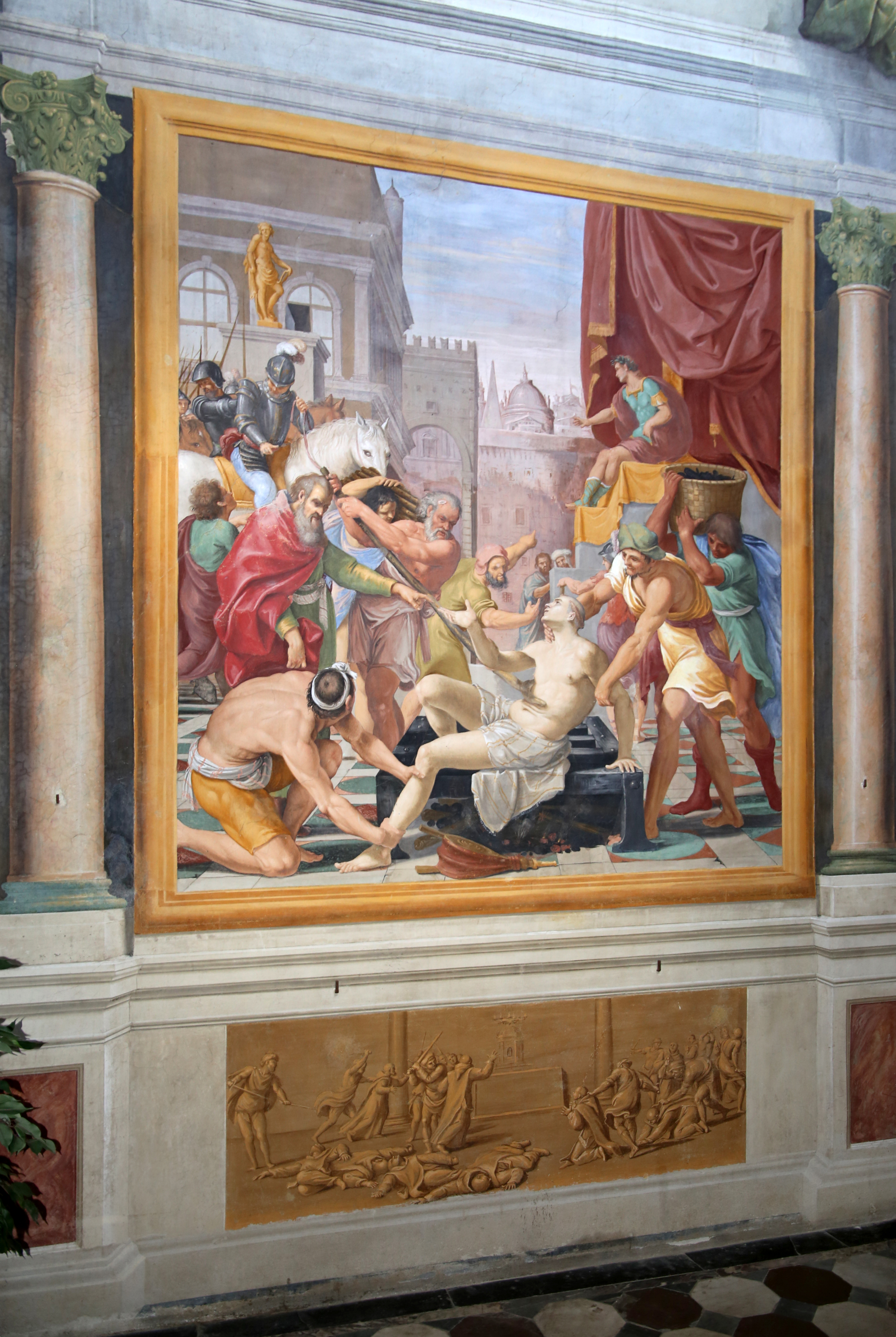
La sagrestia

### Corridoio delle cappelle

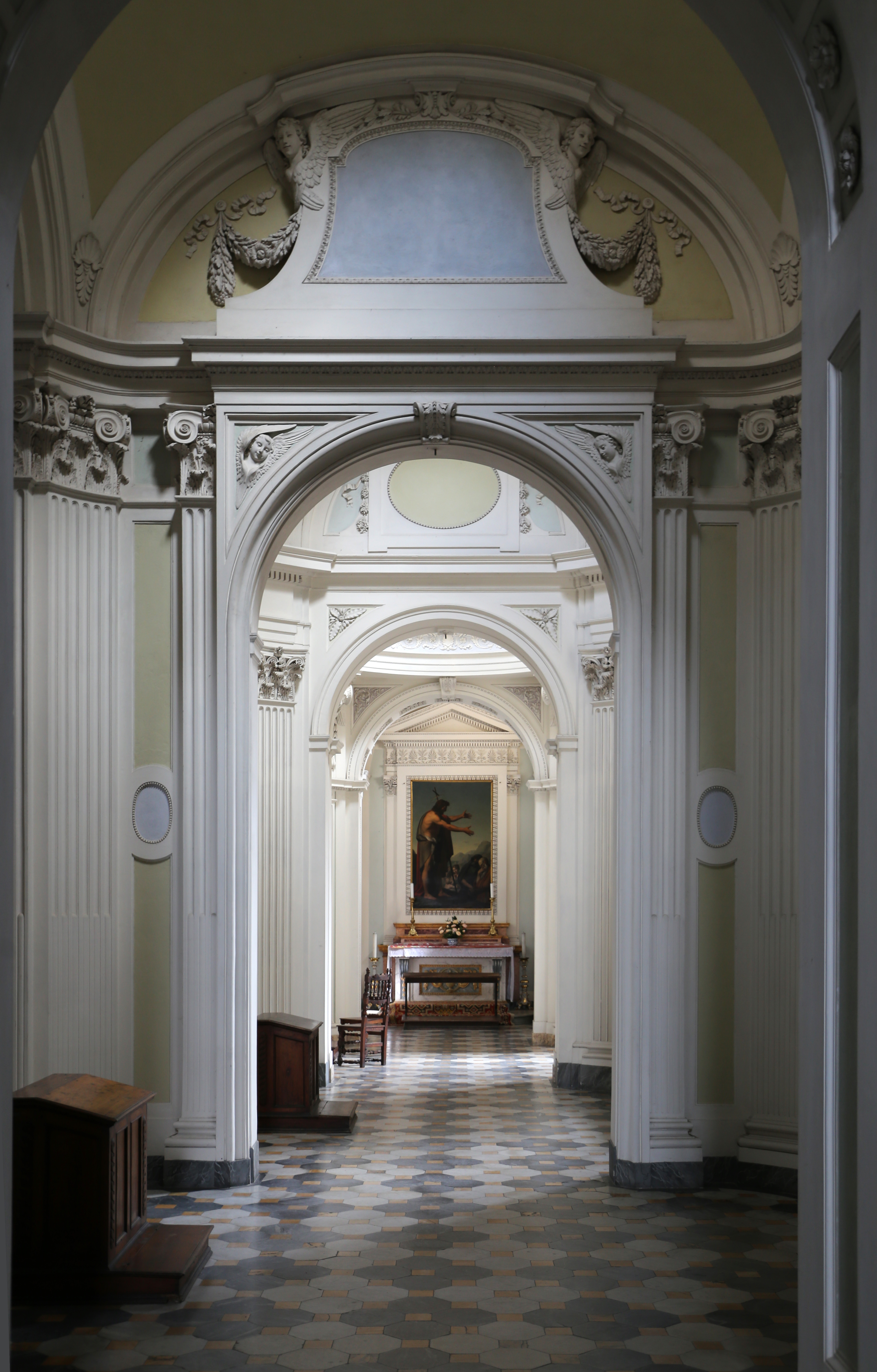
Il corridoio delle cappelle

Sul lato est della chiesa corre un corridoio su cui si affacciano varie cappelle che, a differenza della chiesa principale (di esclusivo uso da parte dei monaci), erano patronate da alcune famiglie e quindi erano accessibili anche da personaggi esterni al monastero. Il rinnovamento barocco ha riguardato alcune di queste cappelle: quella di San Bruno, santo fondatore dell'ordine, con una pala d'altare di Antonio Randa e affreschi di Giovanni Martinelli realizzati entro il 1638, con le Allegorie, della Lettura, dell'Orazione, della Meditazione e della Contemplazione nella volta a crociera, figure di ispirazione gentileschiana definite dalla luce e dai nitidi trapassi chiaroscurali, che conferisce loro corporeità naturalistica. Dello stesso pittore sono anche due Angeli nel lunettone. Oltre a questa, la cappella del beato Niccolò Albergati, che aveva donato alla certosa la sua ricca biblioteca poi dispersa, morto nel 1443 e beatificato nel 1744, di cui qui si conserva il corpo in un'urna di vetro.

#### Oratorio di Santa Maria Nuova
A metà del corridoio si apre l'oratorio di Santa Maria Nuova, che risale al 1404 ed è a croce greca. Conserva all'interno, oltre al già citato coro ligneo trecentesco della Certosa, sono due dipinti, il Martirio di sant'Eulalia di Lucio Massari, la tavola con San Francesco che riceve le stimmate di Andrea del Minga, notevole per l'inserto di paesaggio fiammingheggiante e proveniente dal convento delle clarisse di Santa Maria a Monticelli. Oltre a questi sono due vetrate policrome e due edicole gotiche, affrescate nel XVI secolo. Alle spalle dell'altare si apre una piccola cappellina con il soffitto decorato tra la fine del XVI e l'inizio del XVII secolo con gli attributi di Maria; vi si conservano inoltre le spoglie di tre oscuri santi martiri: Secondo, Servolo ed Eufrasia.

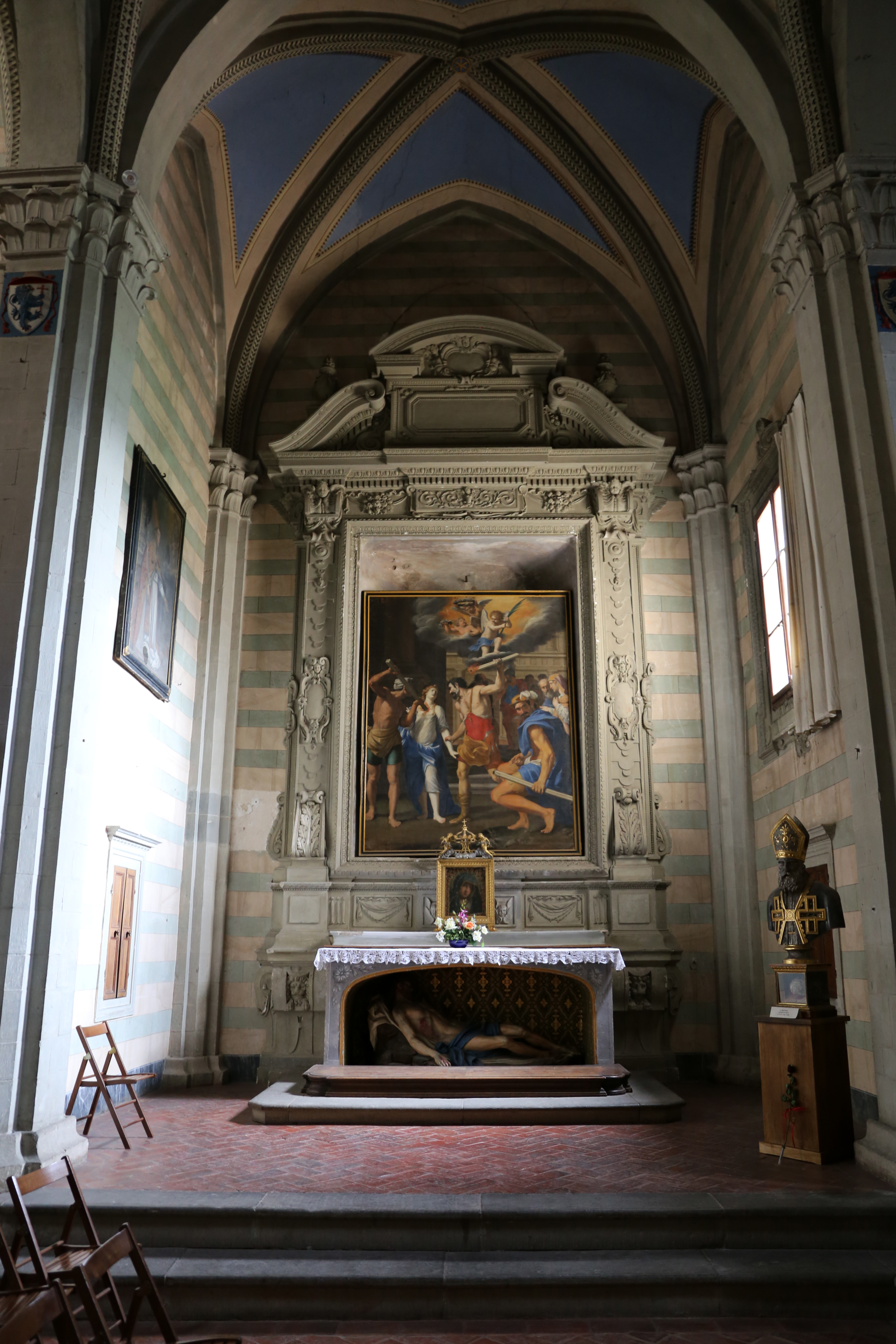
Altare dell'oratorio
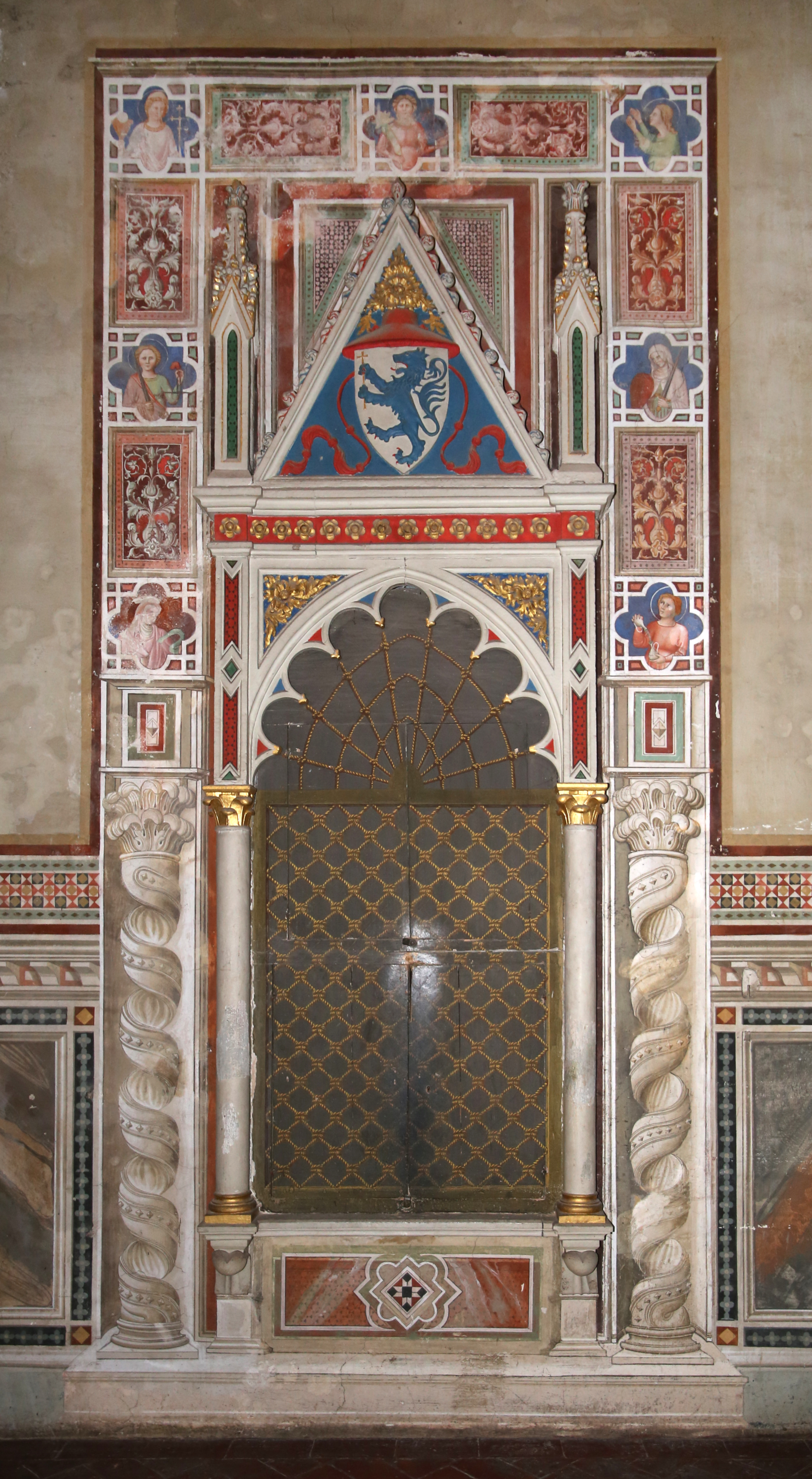
Scuola fiorentina, armadio da muro entro tabernacolo scolpito e pitture murali, 1400-10 ca., con stemma Acciaiuoli
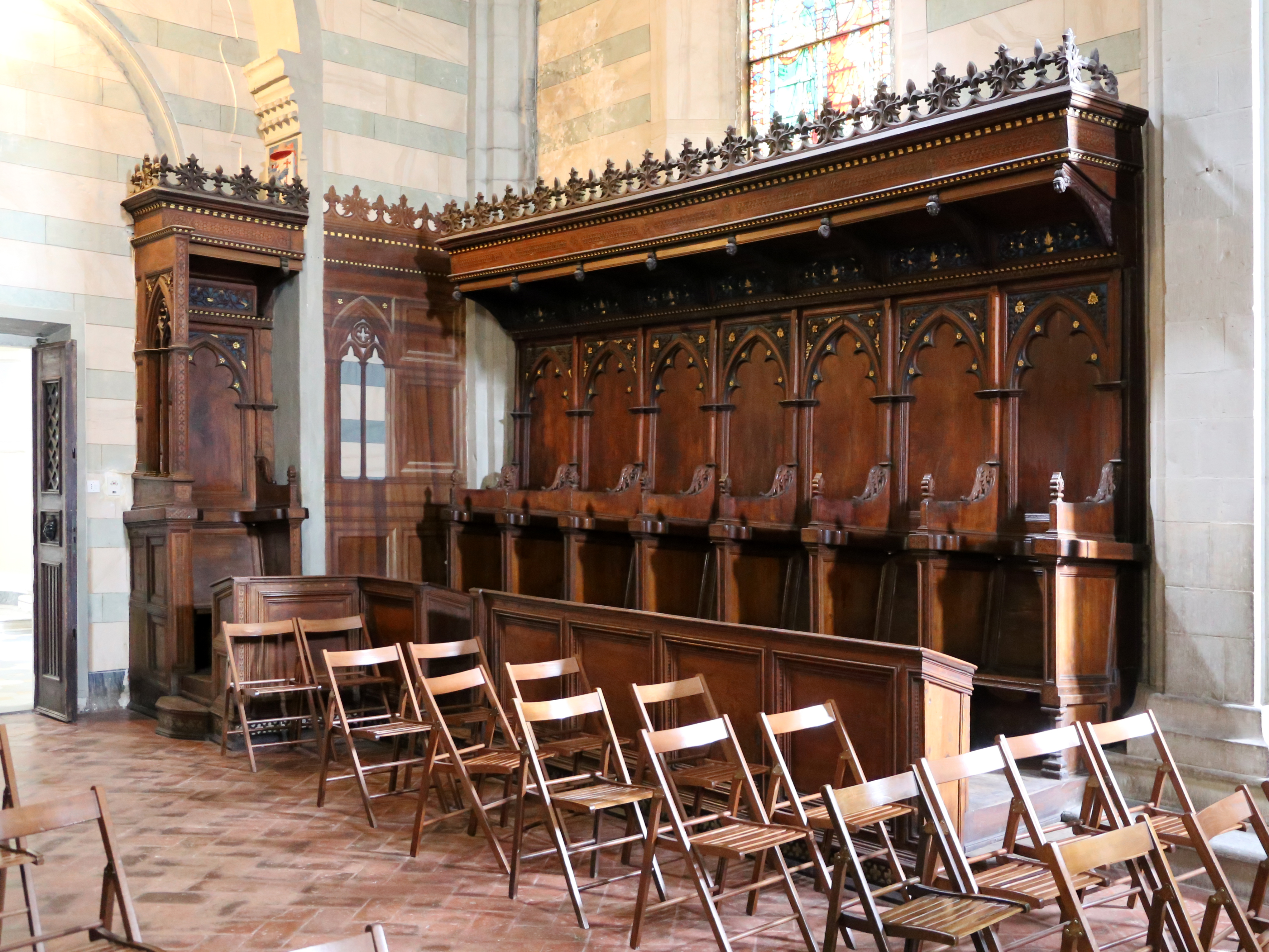
Stalli del coro della cappella di Santa Maria Nuova

### Cripta

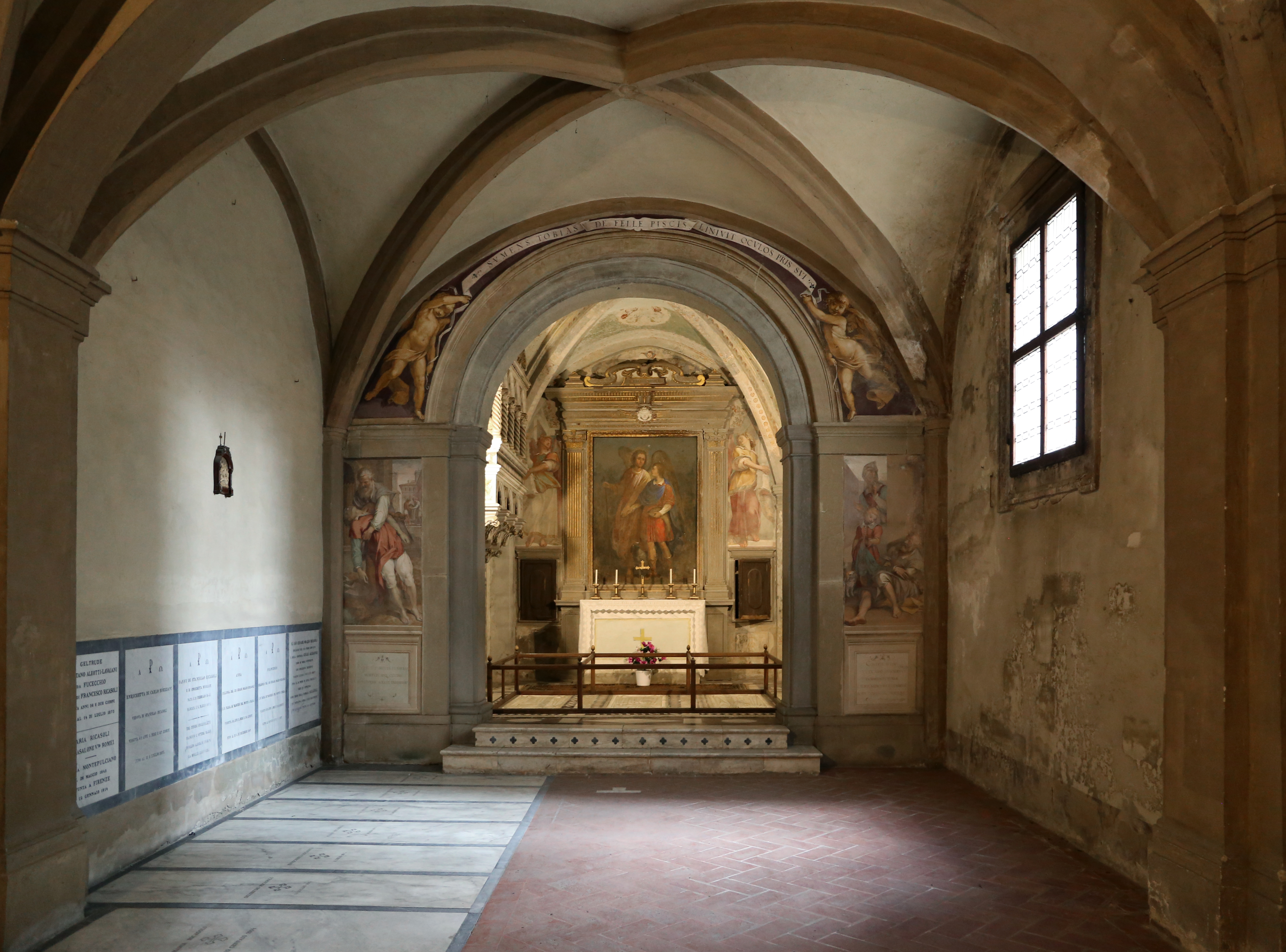
La cripta

Dall'oratorio si accede alla cripta, con varie cappelle. La cappella di Tobia conserva la tomba del fondatore Niccolò Acciaiuoli, forse opera dell'Orcagna, e affreschi di Bernardino Poccetti. La cappella di Sant'Andrea, a croce greca, conserva invece il sepolcro del cardinale Angelo Acciaioli (†1408), con un bassorilievo attribuito a Donatello, ma più probabilmente opera cinquecentesca di Francesco da Sangallo, che curò una ricostruzione della tomba nel 1550, scolpendo sicuramente la cornice a festoni e le figure della Carità e Giustizia.
Nella cripta è inumata anche la salma del cardinale Niccolò Acciaiuoli (†1719).

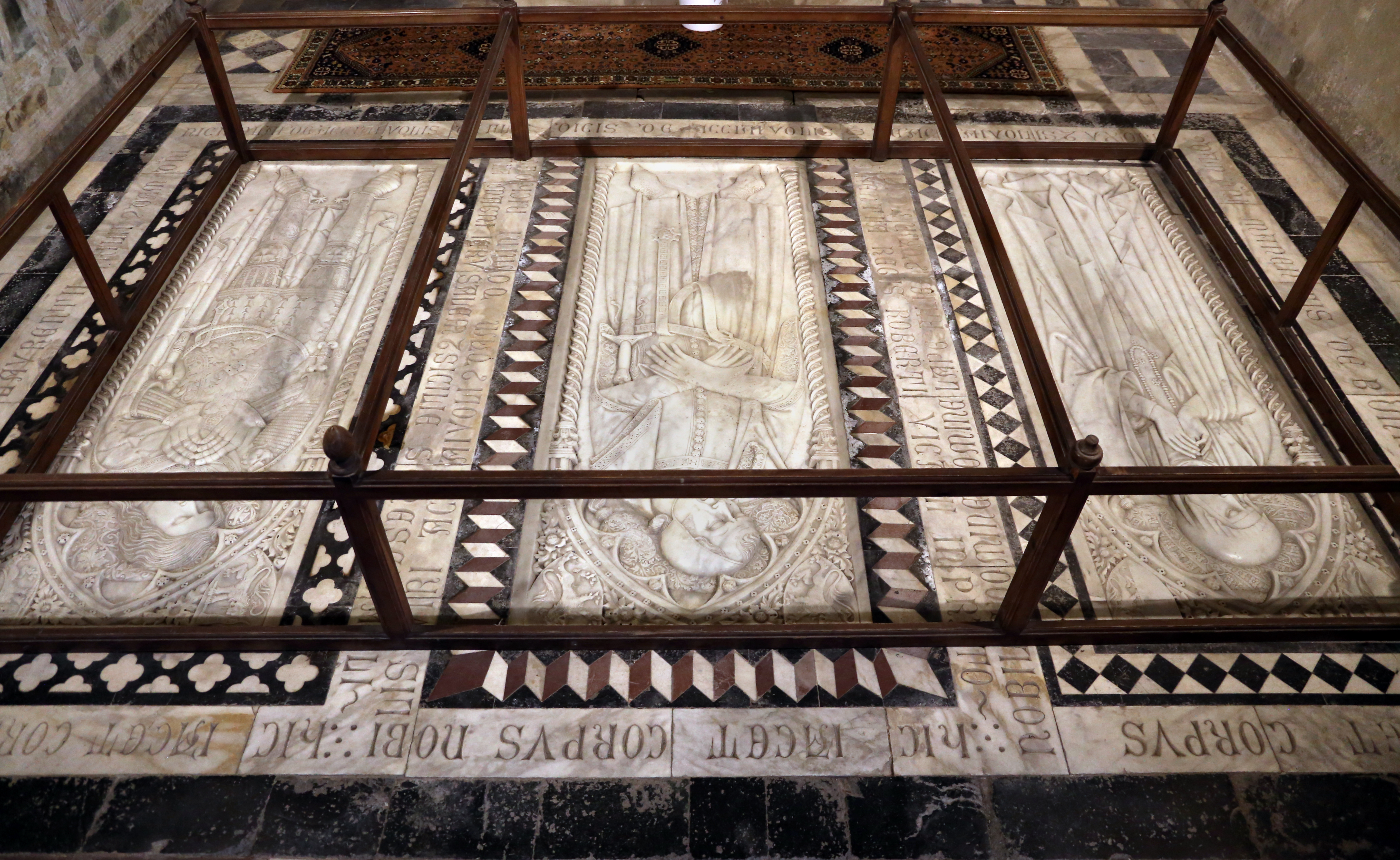
Le tombe terragne degli Acciaiuoli, della bottega dell'Orcagna
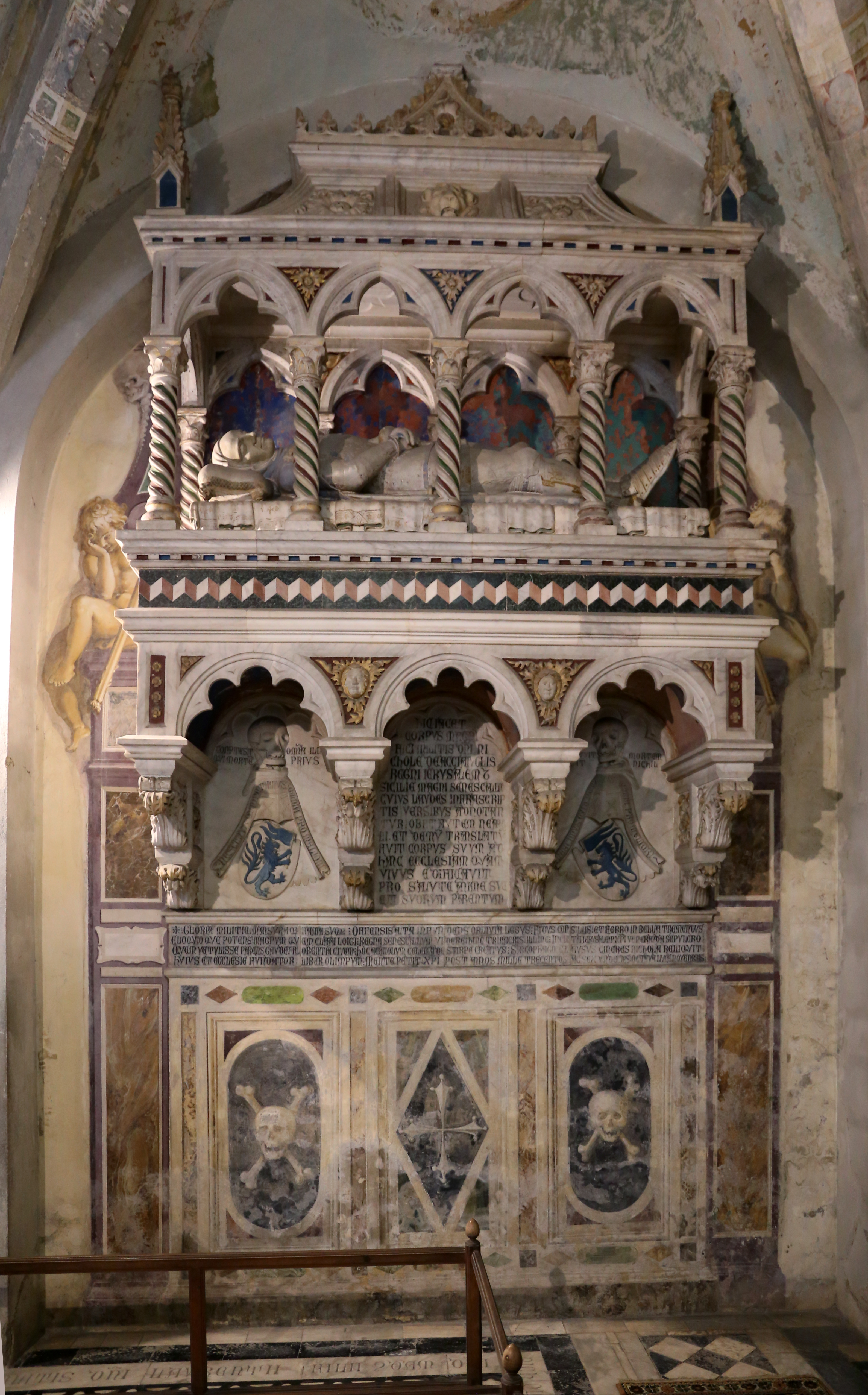
Tomba di Niccolò Acciaiuoli
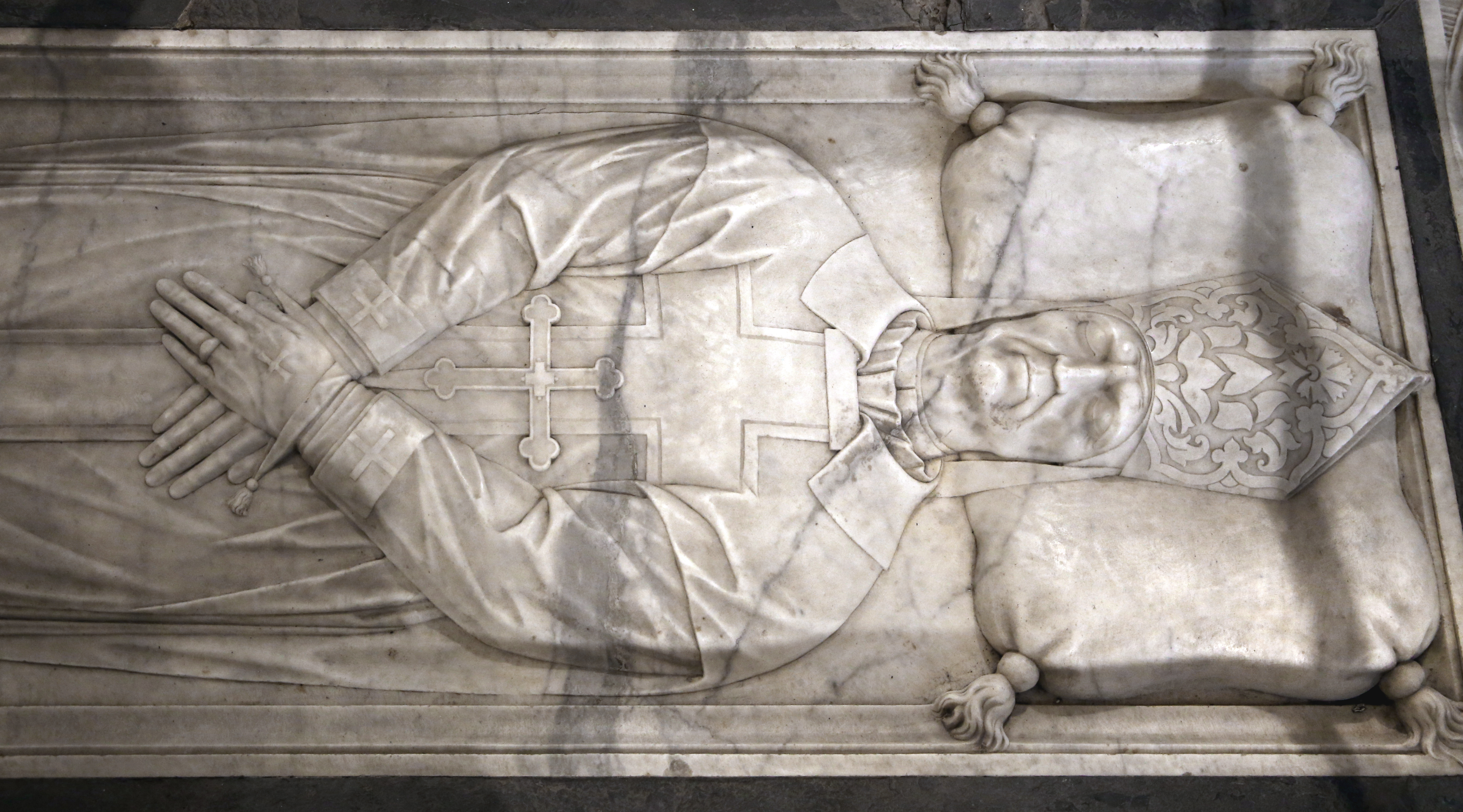
La lastra del cardinale Acciaiuoli

### Corridoio del Colloquio (Parlatoio)
A sinistra della chiesa di San Lorenzo si trova l'ambiente dove i monaci potevano radunarsi una volta alla settimana e interrompere l'obbligo del silenzio, chiamato appunto corridoio del Colloquio. Si tratta di un ambiente di piccole dimensioni, il cui aspetto attuale risale al 1559. È decorato da una terracotta invetriata attribuita alla bottega di Andrea della Robbia (Cristo che porta la Croce) e da otto vetrate a grisaille del XVI secolo, opera di Paolo di Brondo e Gualtieri di Fiandra, con Storie dell'Ordine Certosino. Le quadrature alle pareti sono più tarde, del XVII secolo.

### Chiostro dei Monaci

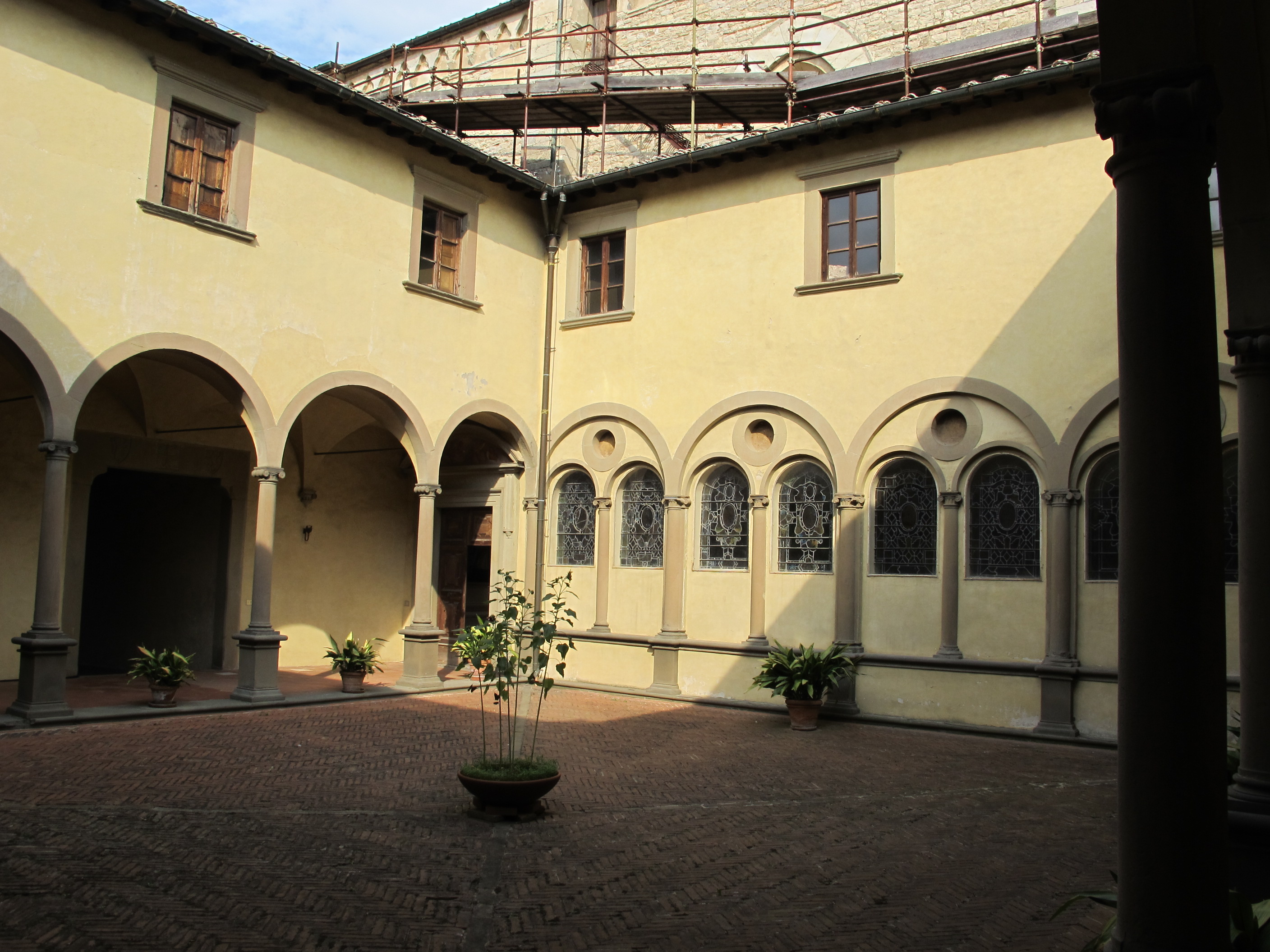
Il chiostro dei Monaci verso il parlatoio

In fondo al corridoio si può accedere al chiostrino del Colloquio, di struttura trecentesca rimaneggiato nel 1558-1559. Di proporzioni eleganti e misurate, presenta un loggiato a tutto sesto su due lati e conserva un lavabo del 1560. Questo chiostro fa da fulcro all'intero complesso monastico, perché vi si aprono il refettorio, il corridoio per chiostro grande e la sala del Capitolo (di quest'ultima si trova qui esposta tamponata la mostra di portale originale, con stemmi Acciaiuoli).

### Sala del Capitolo

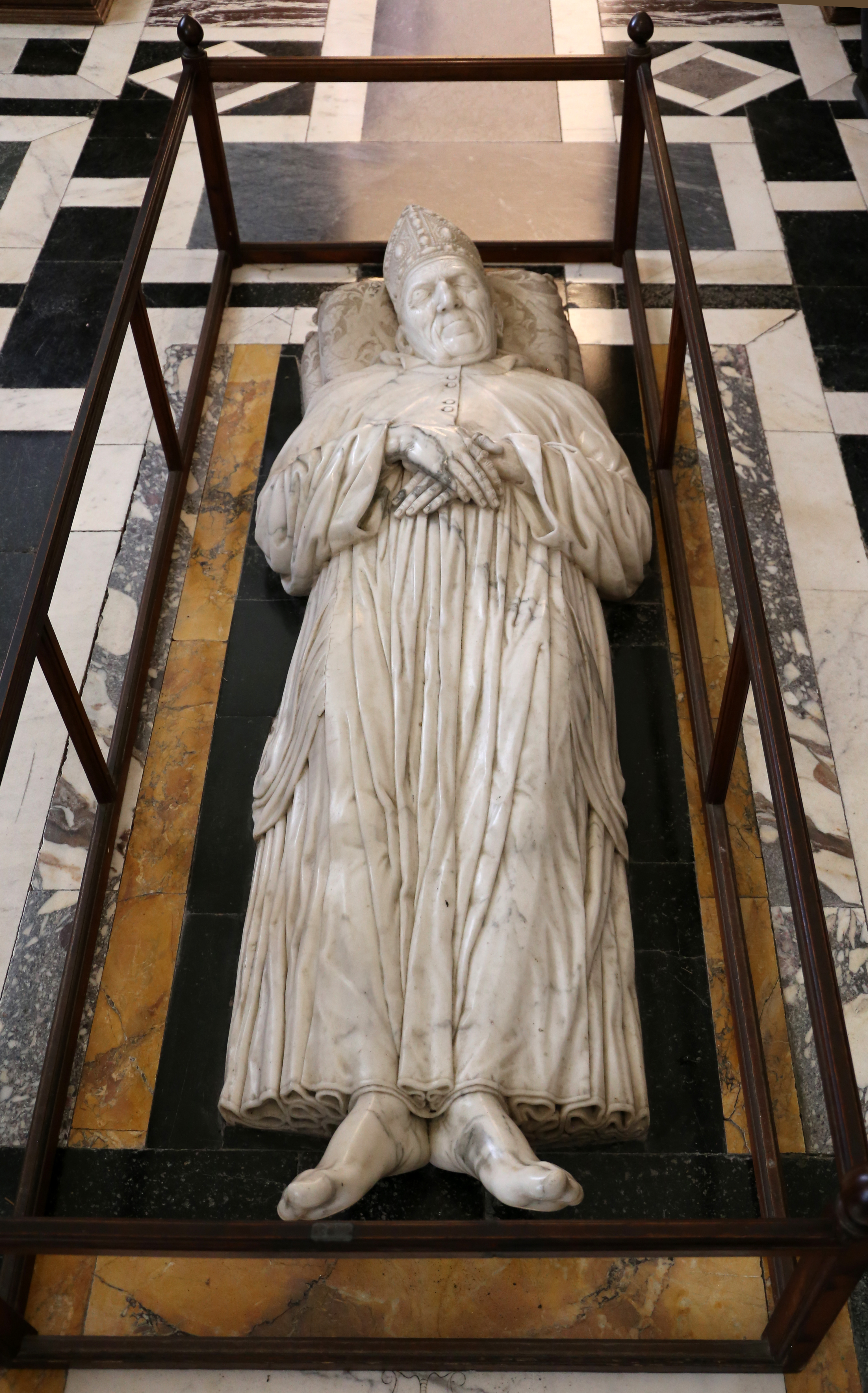
Sepolcro di Don Leonardo Buonafé di Francesco da Sangallo

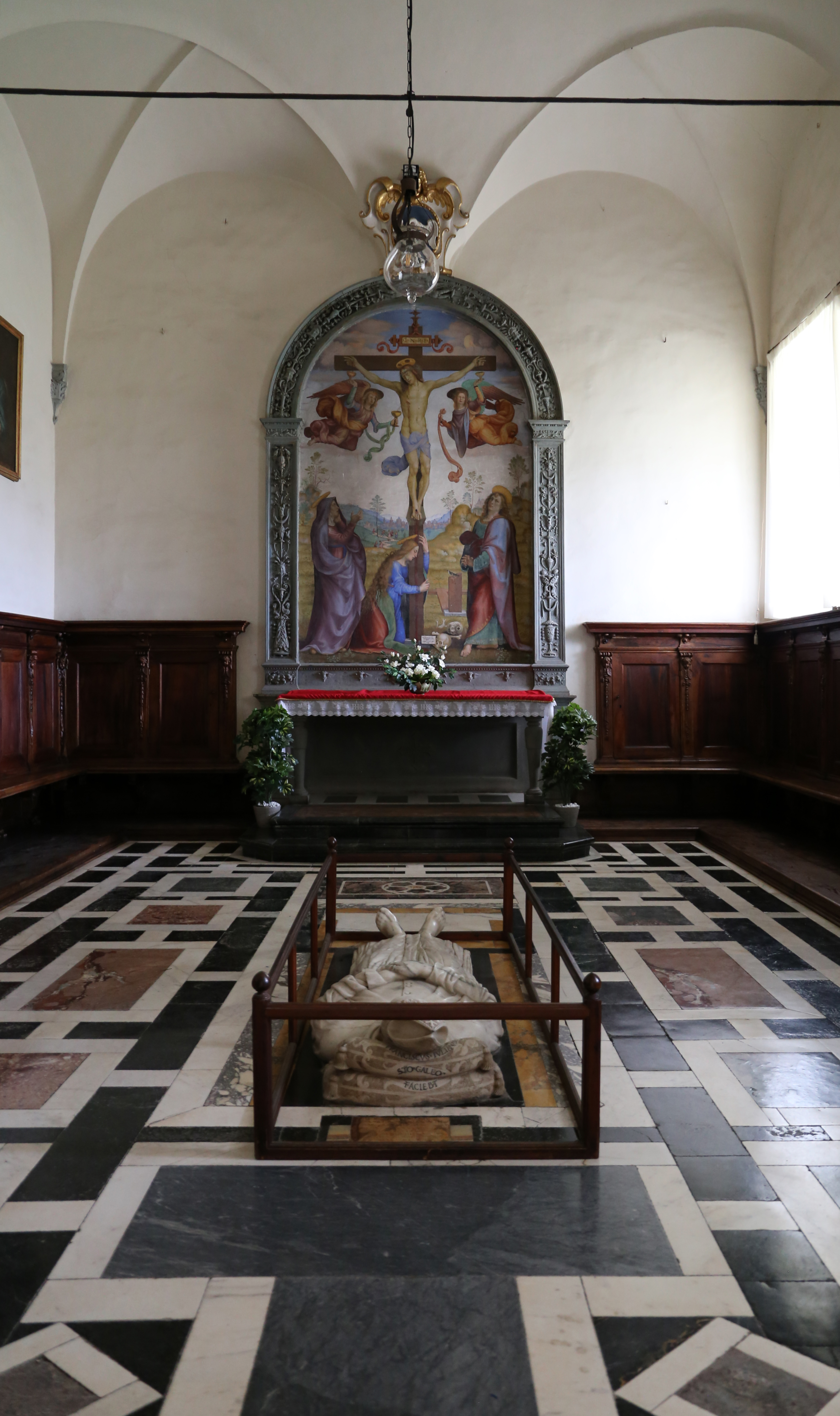
Sala del Capitolo

Il Capitolo dei monaci si riuniva in una sala non molto grande, ed era il luogo di riunione per leggere ogni giorno un capitolo della regola e discutere, quando necessario, dei problemi che riguardavano l'intera comunità. 
La porta lignea originale è un capolavoro di intarsio, opera di un monaco ignoto che vi lavorò per circa vent'anni fino al 1501.
L'altare sulla parete di fondo è decorato da un affresco con la Crocifissione di Mariotto Albertinelli, firmato e datato 1506 nel quale vi è un riferimento sia alla leggenda del santo Graal sia a quella del pettirosso che si macchiò il petto togliendo una spina dalla corona del Cristo.
Vi si trova anche al centro del pavimento il monumento funebre di Leonardo Buonafede, certosino, vescovo di Cortona e benefattore della Certosa, opera di Francesco da Sangallo di straordinario realismo (1545). Lo stesso artista disegnò anche il pavimento a marmi policromi, terminato nel 1550. Sono qui inoltre raccolte alcune tele, tra cui un Cristo coronato di spine del Cigoli e Tobia ridona la vista al padre di Andrea Commodi.

### Refettorio
La porta del Refettorio è decorata da una lunetta con san Lorenzo tra due angeli, opera di Benedetto da Maiano (1496), invetriata poi da Andrea della Robbia. Il refettorio è un'ampia sala rettangolare, risalente al XIV secolo e rinnovato attorno al 1494 grazie alla munificenza di Leonardo Buonafede. In quell'occasione venne aggiunto il pulpito in pietra serena, opera di Piero di Giovanni della Bella e Matteo di Cecco detto il Pesca, che serviva per la lettura delle Scritture durante i pasti.

### Chiostro Grande

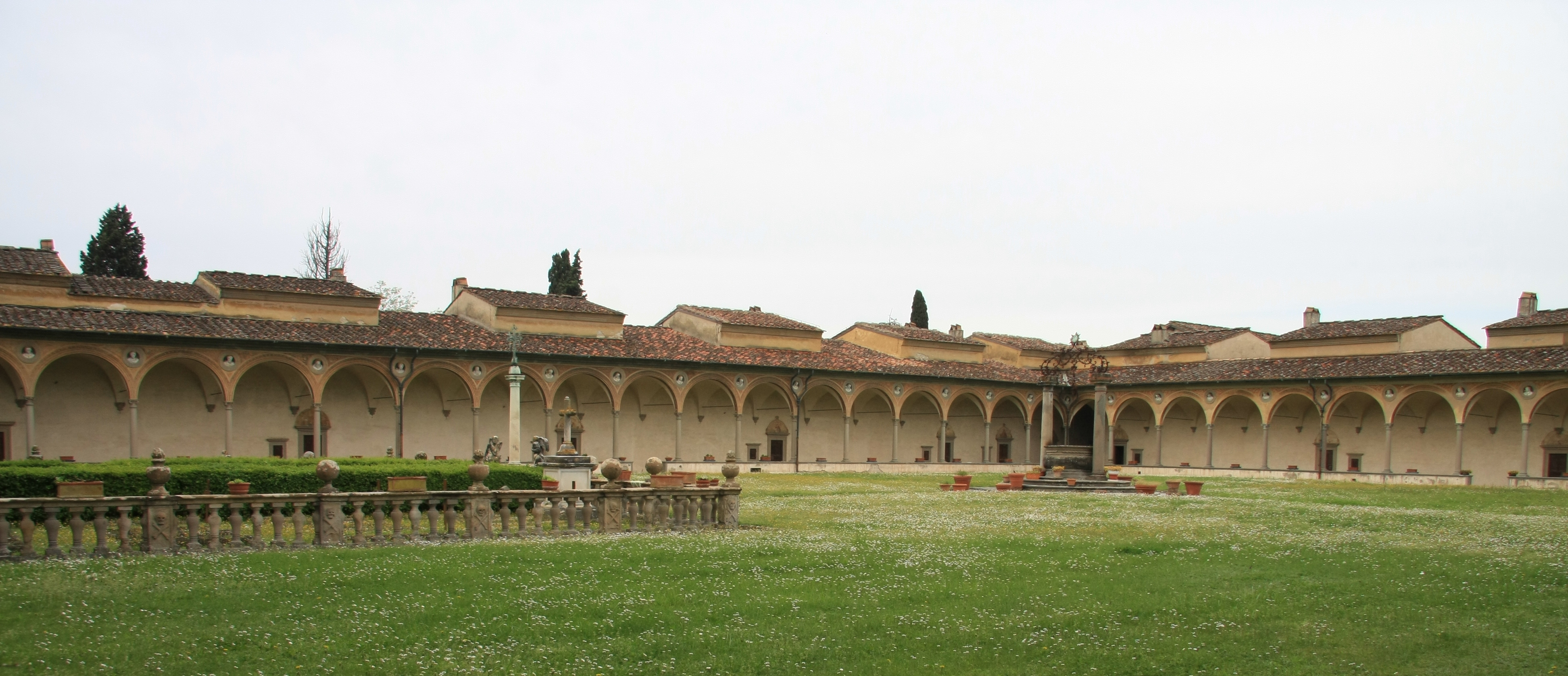
Il Chiostro Grande

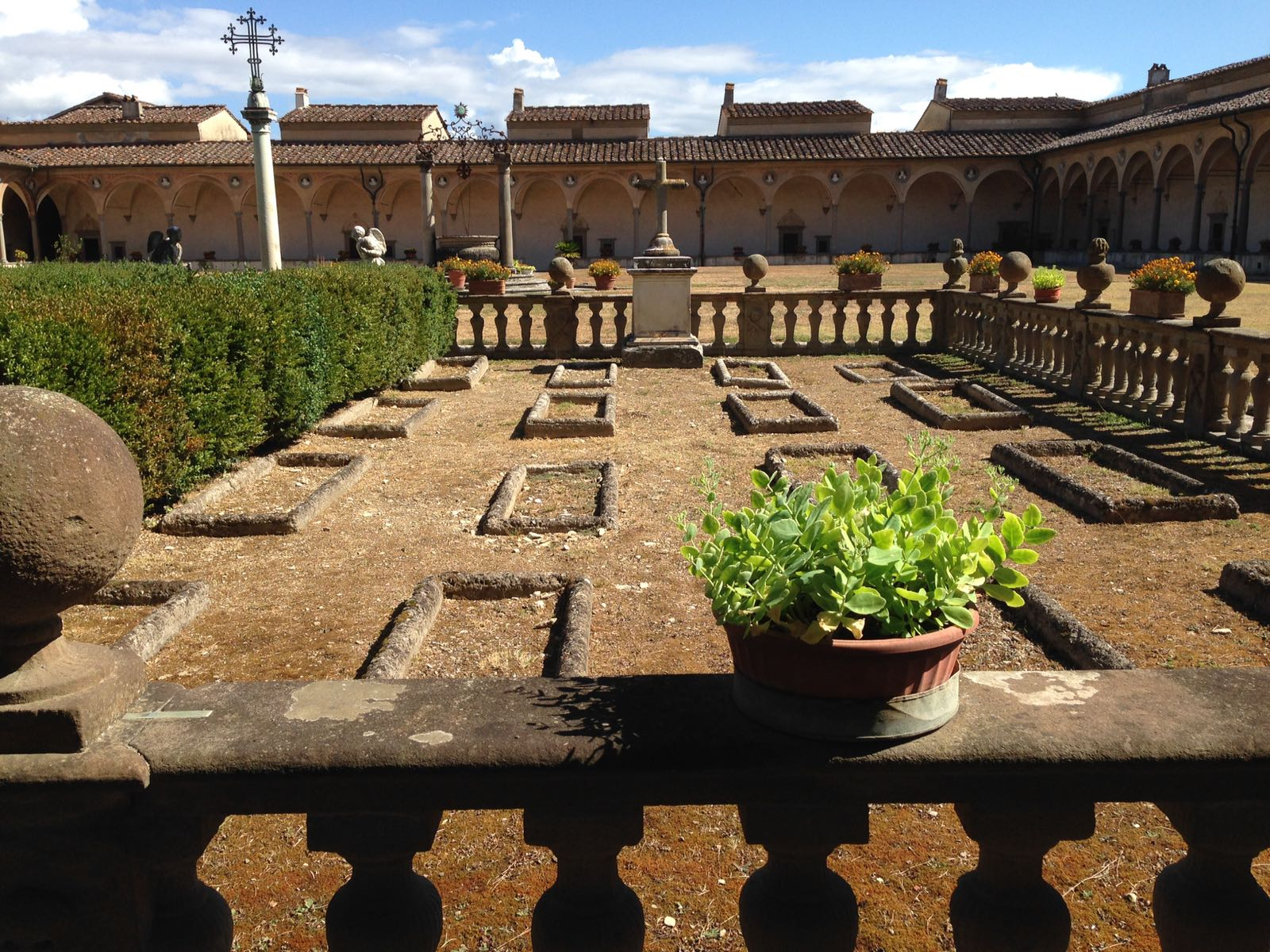
Cimitero dei monaci nel Chiostro grande della Certosa

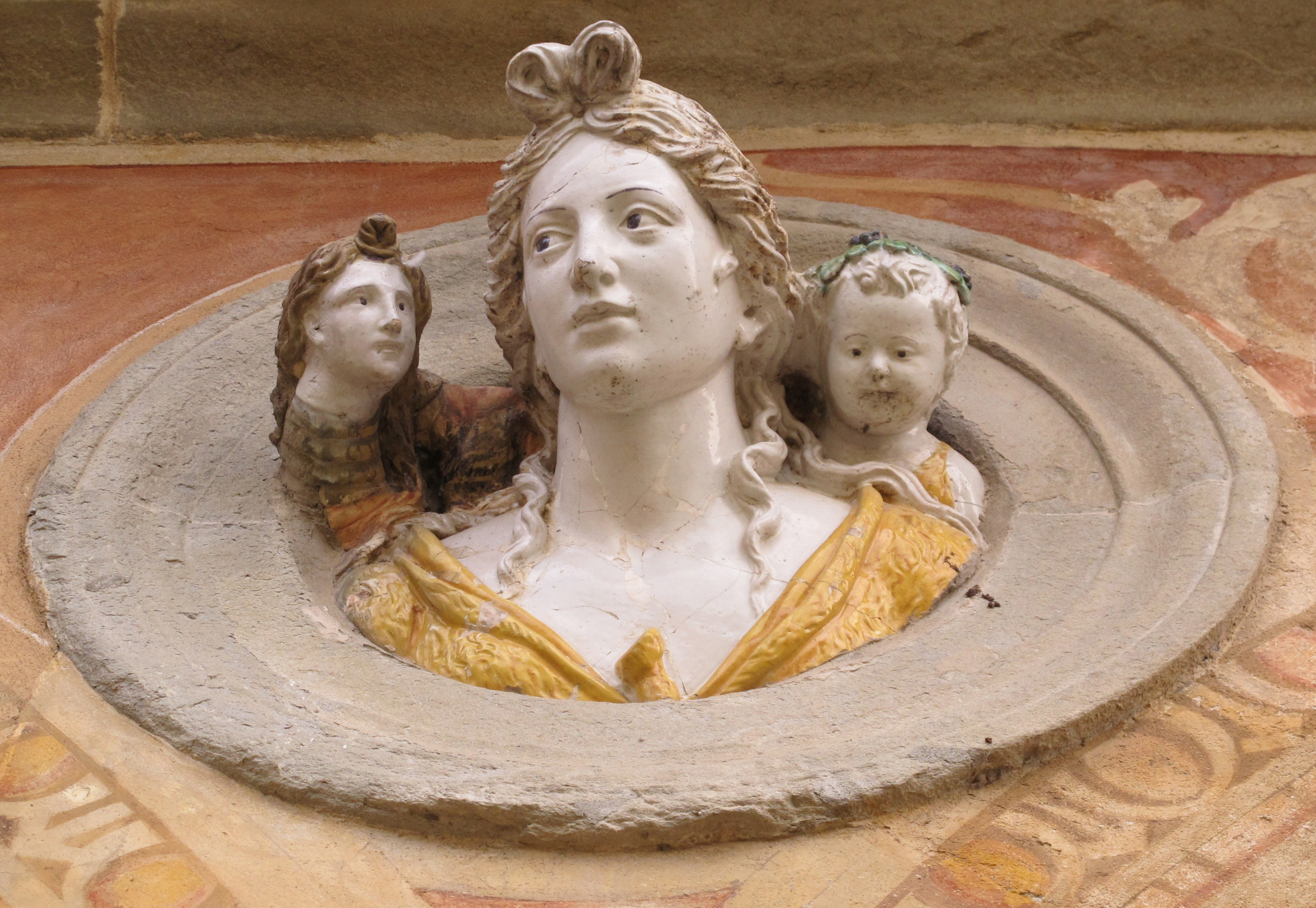
Busto con Eva, chiostro grande della Certosa

Sempre alla generosità del Buonafede è dovuta la realizzazione del Chiostro Grande, costruito tra il 1491 e il 1520, con ciascuno dei lati scanditi da leggere arcate a tutto sesto con sessantasei medaglioni con busti in terracotta invetriata su ogni colonna, opera di Giovanni della Robbia e aiuti del 1520-1523. Vi sono rappresentati Personaggi dell'Antico Testamento, Apostoli, evangelisti e Fondatori di ordini religiosi. Si tratta della più estesa applicazione di opere robbiane per una medesima sede.
Le diciassette lunette dipinte a mezzo fresco sopra le porte, parte di un ciclo più ampio, sono tutte opera di Piero di Matteo, eseguite tra 1520 e 1521, tranne quella del priore, che fu realizzata nel 1717 da Tommaso Redi.

#### Elenco dei tondi
Lato sud-ovest (personaggi dell'Antico Testamento e santi)
- Matteo evangelista (angolo)
- Adamo
- Eva
- Noè
- Abramo e Isacco
- Mosè
- Giosuè
- Davide e Golia
- Davide con il salterio
- Giuditta con la testa di Oloferne
- Giona
- Daniele
- Elia
- Giovanni Battista
- Stefano

Lato nord-ovest (apostoli)
- Marco evangelista (angolo)
- Barnaba
- Giuda Taddeo
- Simone
- Bartolomeo
- Giovanni (giovane)
- Tommaso
- Andrea
- Pietro
- Cristo
- Maria Vergine
- Paolo
- Giovanni (anziano)
- Giacomo maggiore
- Filippo
- Matteo (come apostolo)
- Mattia
- Giacomo minore

Lato nord-est (santi e sante)
- Luca evangelista (angolo)
- Sebastiano
- Orsola
- Barbara
- Cecilia
- Caterina d'Alessandria
- Agata
- Apollonia
- Lucia
- Caterina da Siena
- Margherita
- Maria Maddalena
- Brigida di Svezia
- Veronica
- Ansano

Lato sud-est (santi, dottori della Chiesa e fondatori di ordini religiosi)
- Giovanni evangelista (angolo)
- Lorenzo
- Ugo di Lincoln
- Romualdo
- Benedetto
- Ignazio d'Antiochia
- Nicola di Bari
- Girolamo
- Gregorio Magno
- Gesù Cristo
- Beato papa Urbano
- Agostino
- Ambrogio
- Martino
- Francesco
- Domenico
- Bernardo di Chiaravalle
- Giorgio

### Celle dei monaci

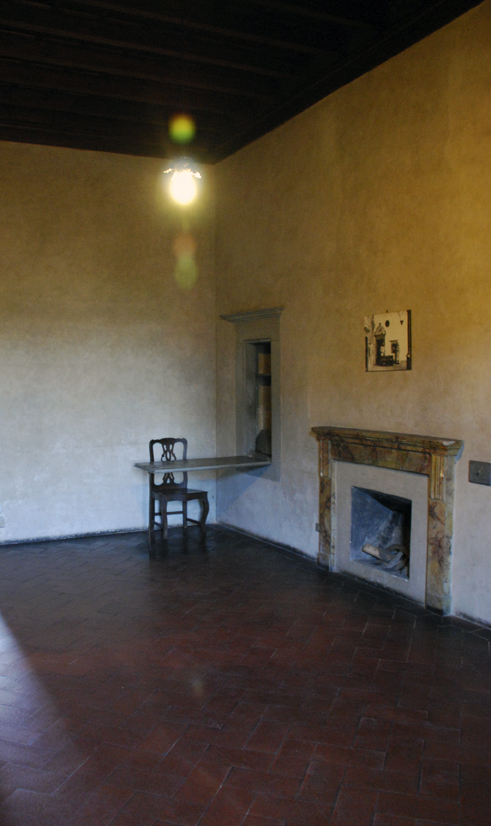
Interno di una cella dei monaci

Le diciotto celle dei monaci erano concepite come piccole unità indipendenti, ciascuna dotata di tre livelli, con un'anticamera, una stanza da pranzo con camino, una stanza da letto, una stanzina di servizio, un grande studio al piano superiore e, al piano inferiore, una cantinetta o legnaia con giardino e pozzo (nel lato ovest solo un balcone al posto del giardino). Da una finestrella in ciascuna cella che dava sul chiostro maggiore i conversi consegnavano i pasti e raccoglievano gli scarti. Solo il priore poteva accedere all'anticamera nel caso un monaco non ritirasse i pasti o non si fosse presentato alle preghiere o a un altro momento di vita comune: da una finestrella poteva vedere la parte del letto dove si stendono i piedi e che controllare se il monaco fosse malato o morto.
L'arredamento era ispirato a una semplicità sobria, ma funzionale, come si vede nella cella dell'angolo sud-est, generalmente aperta al pubblico e arredata come nel XV-XVI secolo. Un tavolo a ribalta, che se chiuso fungeva da sportello di uno stipo sul muro, ispirò Le Corbusier che lo ripropose fedelmente nell'Unité d'Habitation a Marsiglia.
Sull'angolo sud-ovest si trova invece l'appartamento del priore, dotato di più stanze e comodità, come un cappella privata che conserva nell'anticamera il soffitto affrescato dal Poccetti, mentre le pareti hanno una delicata stuccatura settecentesca.

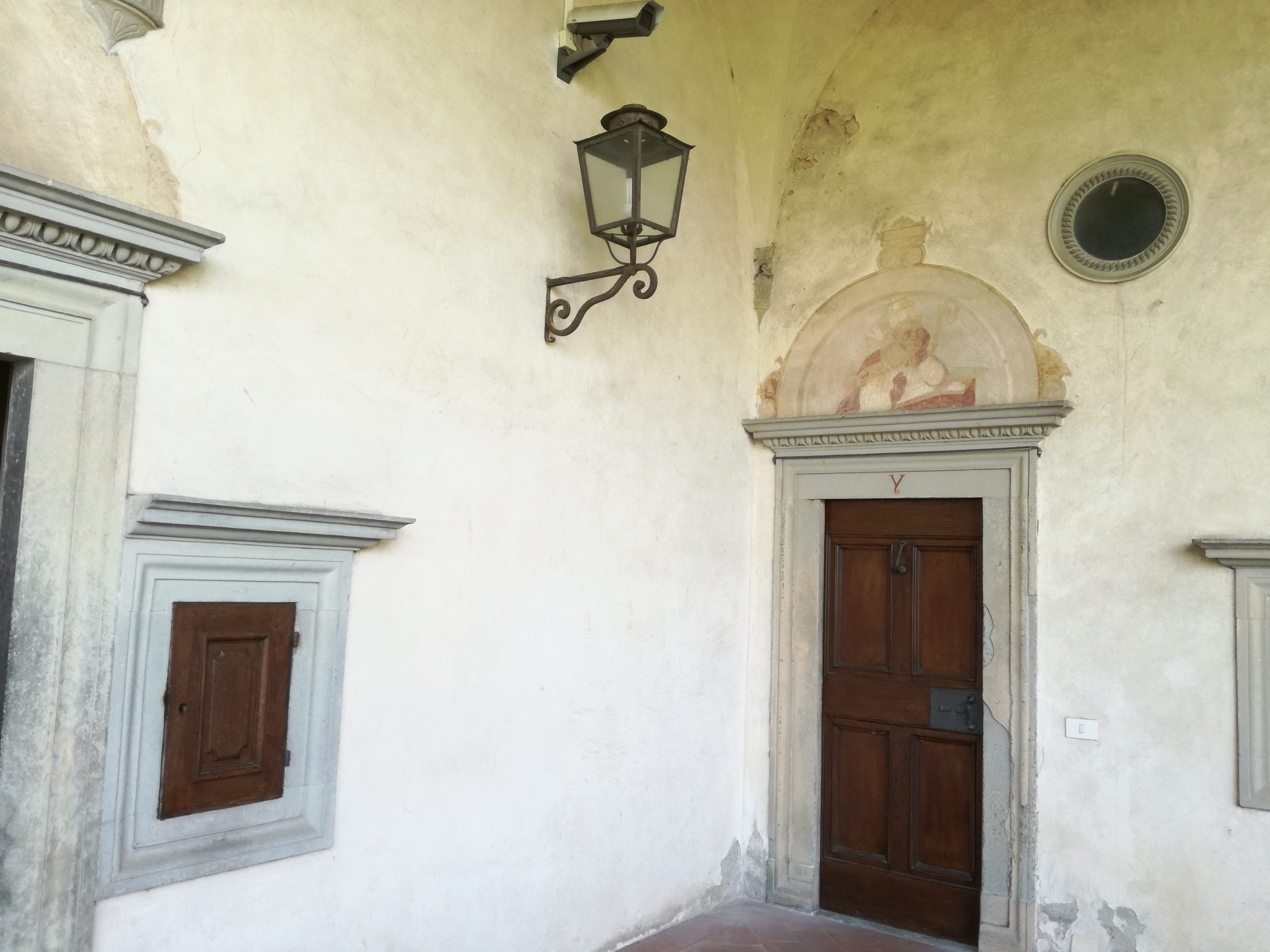
Chiostro grande della Certosa con le finestrelle per cibo dei monaci
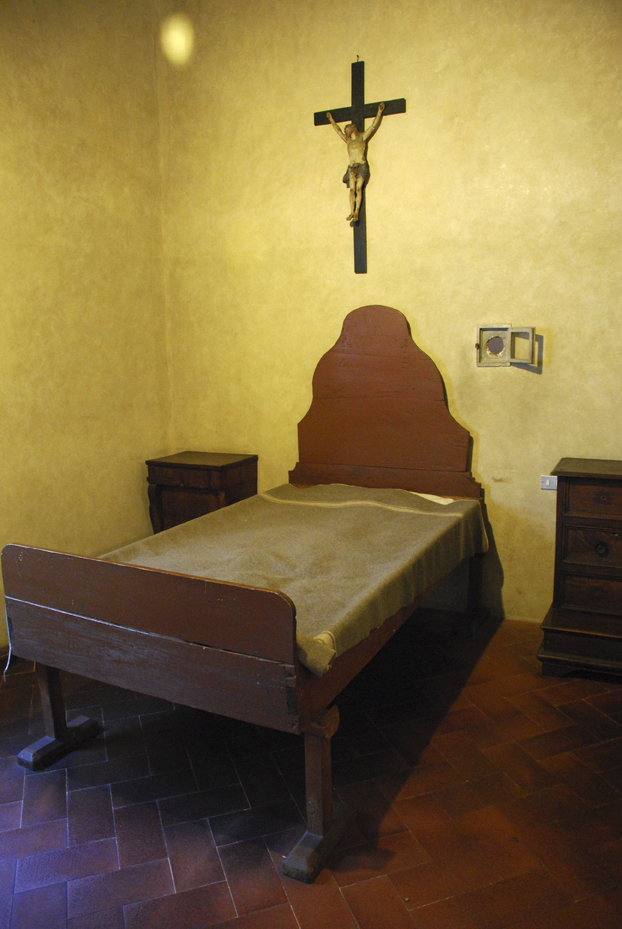
Interno di una cella con letto

### Chiostrino dei Fratelli Conversi

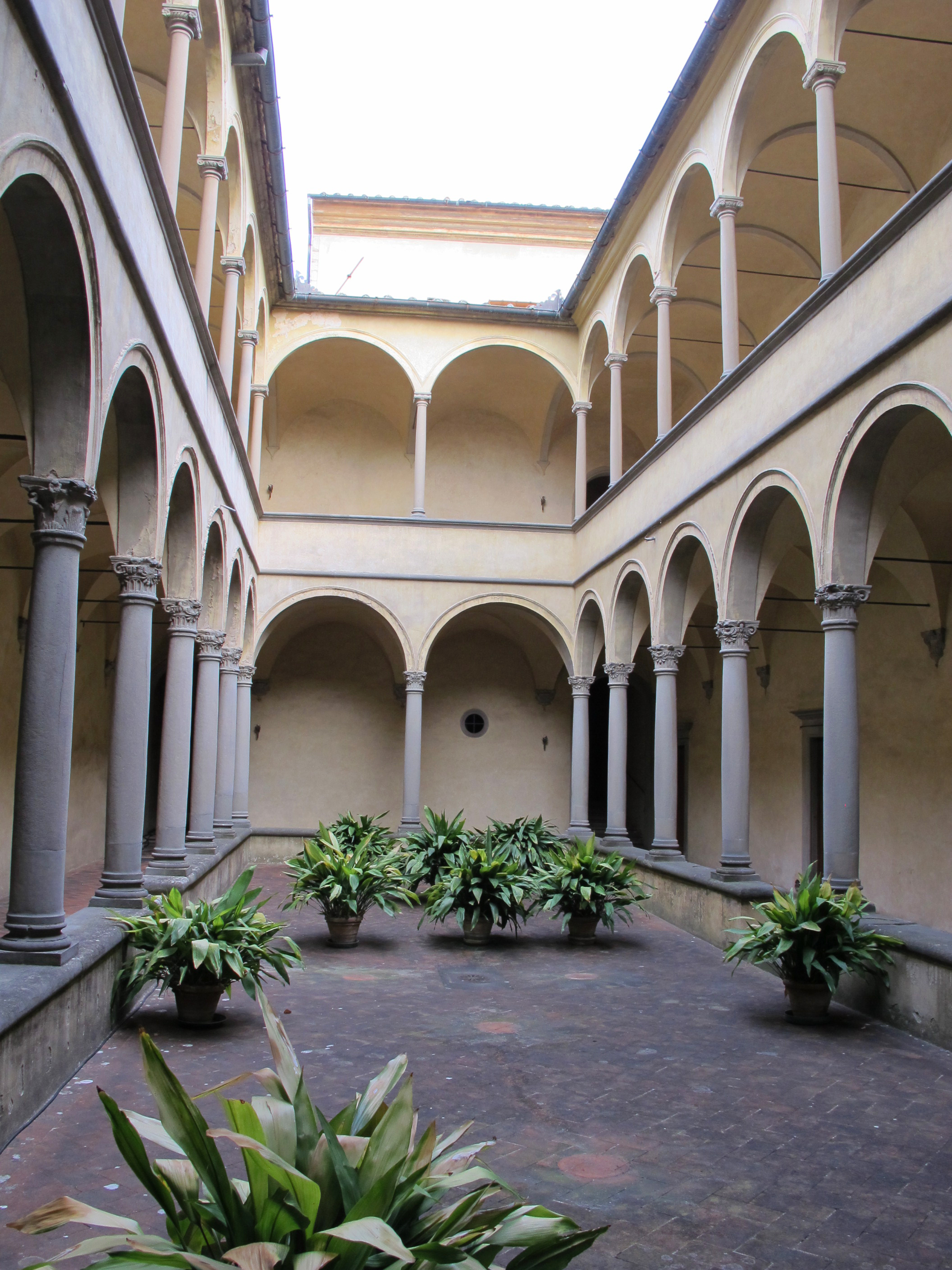
Chiostrino dei Fratelli Conversi

La vita dei fratelli conversi ruotava attorno a questo chiostro, di forma allungata e a due livelli, circondato da eleganti arcate a tutto sesto su colonne corinzie al pian terreno e ioniche al primo piano. Risale al 1484 e vi si affacciano le celle del conversi, piuttosto piccole poiché essi curavano il funzionamento della certosa, per cui vi si recavano essenzialmente solo per dormire.
Il centro del chiostro è decorato dal pozzo di Leonardo Fancelli. Il collegamento col chiostro grande avviene tramite un corridoio detto "delle Obbedienze" (dal nome dei compiti che giornamente i conversi erano tenuti a compiere), che presenta alcuni affreschi di busti di santi, della fine del XVI secolo.
Qui si trova anche uno degli accessi ai sotterranei, dove si trovavano le antiche cucine.

## La Fondazione Ezio Franceschini
Presso la certosa ha avuto sede sino al 2012 la Fondazione Ezio Franceschini, sorta nel 1987 per conservare il patrimonio librario dello studioso di letteratura latina medievale. Consta di una sezione musicale e di una mariologica e ha in comune con la vicina Società Internazionale per lo studio del Medioevo Latino una sezione agiografica ed esegetica, oltre ad una ricca biblioteca di cultura medievale.

## Opere già nella certosa

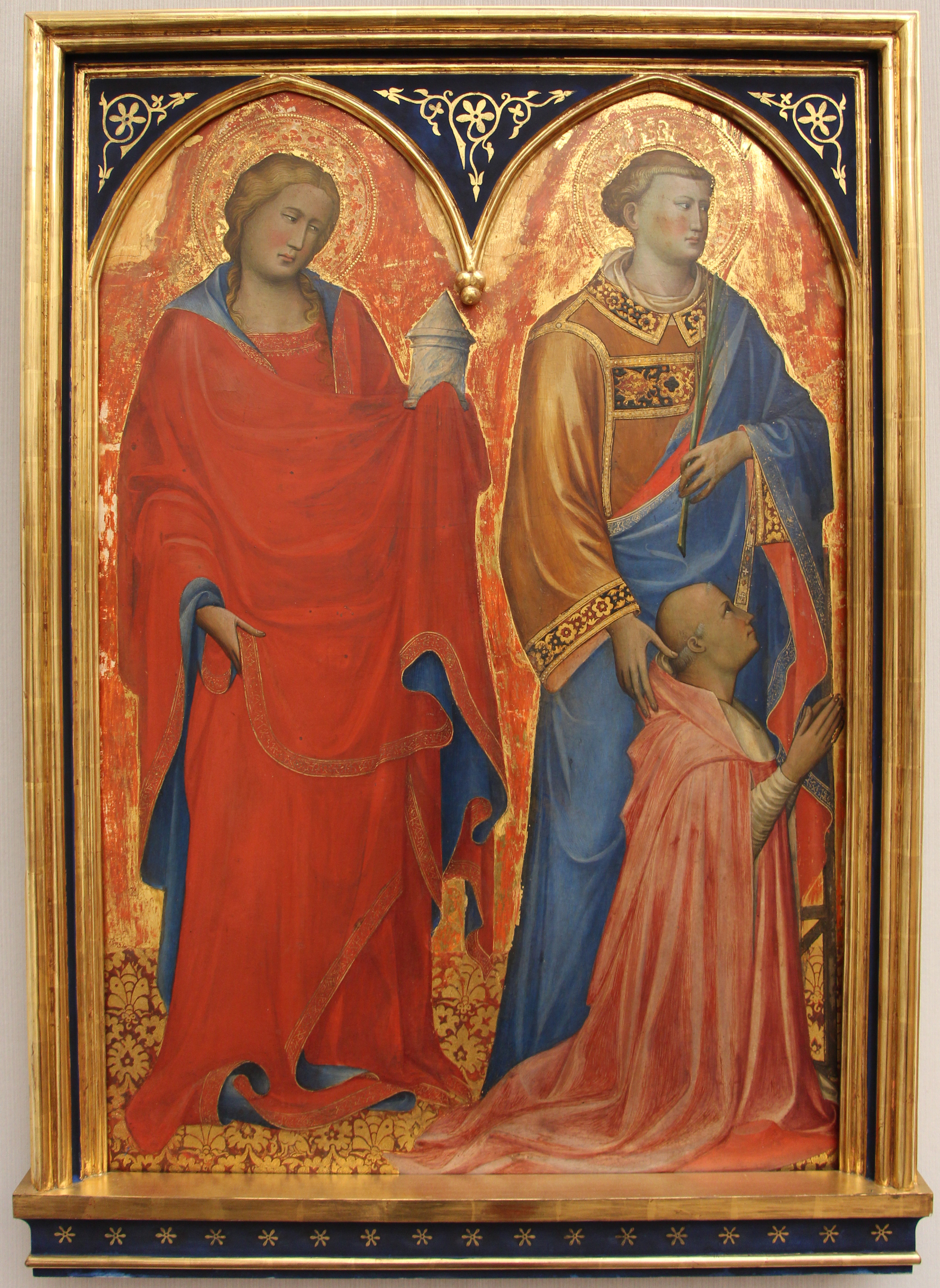
Lato destro del polittico di Gherardo Starnina con i santi Maddalena, Lorenzo e il donatore Angelo Acciaiuoli

- Beato Angelico, Maestà e santi, oggi nel Museo nazionale di San Marco
- Pontormo, Cena in Emmaus, oggi agli Uffizi
- Giovanni Bilivert, Angelo custode, oggi nell'oratorio dei Bini in via Romana a Firenze
- Gherardo Starnina, Madonna e santi, polittico smembrato di cui rimane il lato destro con Santa Maddalena, san Lorenzo e il donatore Angelo Acciaiuoli, 1404-07, oggi nella Gemäldegalerie di Berlino